# Panteão egípcio

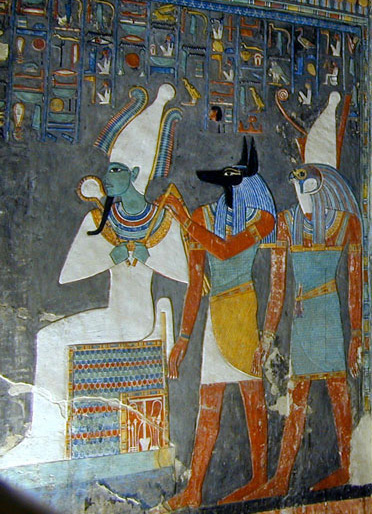
Os deuses Osíris, Anúbis e Hórus

O panteão egípcio é o conjunto de deuses e deusas adorados no Antigo Egito. As crenças e rituais que cercam essas divindades constituíram o núcleo da antiga religião egípcia, que surgiu em algum momento na pré-história. Os egípcios cultuavam divindades que representavam forças e fenômenos naturais, realizando sacrifícios e rituais para apaziguá-las, garantindo que essas forças continuassem funcionando de acordo com uma ordem divina ou conforme a maat, um conceito, personificado por uma deusa de mesmo nome, que representa a verdade, equilíbrio, ordem, harmonia, lei, moralidade e justiça. Após a fundação do estado egípcio em torno de 3100 AC, a autoridade para realizar essas tarefas foi controlada pelo faraó, que afirmou ser o representante das divindades e gerenciou os templos onde os rituais foram realizados.
Os mitos egípcios expressam características complexas das divindades, como seus laços familiares, hierarquias e combinações de deuses separados em uma só entidade. As aparências diversificadas das divindades na arte — como animais, seres humanos, objetos e junções de formas diferentes — também aludiram, por meio do simbolismo, às suas características essenciais.
Em épocas diferentes, várias divindades ocuparam a posição mais elevada na sociedade divina, incluindo Rá, uma divindade solar, Amom, um deus misterioso, e Ísis, uma deusa mãe. Geralmente, a divindade mais elevada foi creditada com a criação do mundo e, muitas vezes, conectada com o poder vital do sol. Alguns estudiosos argumentaram, com base em parte dos escritos egípcios, que o povo egípcio reconheceu um único poder divino que se escondeu em todas as coisas e estava presente em todas as outras divindades. No entanto, eles nunca abandonaram sua visão politeísta do mundo, exceto, possivelmente, durante a era do Atonismo no século XIV AC, quando a religião oficial se concentrou, principalmente, em Áton, um deus impessoal do sol.
Para os antigos egípcios, as divindades estavam presentes em todo o mundo, eram capazes de influenciar os eventos naturais e o curso das vidas humanas. As pessoas interagiram com eles em templos e santuários não oficiais, tanto por razões pessoais, quanto por metas maiores do estado. Os egípcios oravam pela ajuda divina, usavam rituais para obrigar as divindades a agir e as convocavam para aconselhamento. As relações dos seres humanos com suas divindades eram uma parte fundamental da sociedade egípcia.

## Definição
É difícil contar o número de seres da antiga tradição egípcia que podem ser classificados como deidades. Os textos egípcios mencionam os nomes de muitos seres cuja natureza é desconhecida e fazem referências vagas e indiretas a outros que nem sequer são nomeados. O egiptólogo James P. Allen estima que mais de 1.400 divindades são mencionadas em textos egípcios, enquanto Christian Leitz diz que existem "milhares e milhares" de divindades.
Os termos da língua egípcia para esses seres eram nṯr, "deus", e sua forma feminina, nṯrt, "deusa". Os estudiosos tentaram discernir a natureza original das divindades propondo etimologias para essas palavras, mas nenhuma das sugestões ganhou aceitação e a origem dos termos permanece obscura. Os hieróglifos que foram usados como ideogramas e determinativos na escrita dessas palavras mostram alguns dos traços que os egípcios relacionavam com divindades. O mais comum desses sinais é uma vara ou bastão com uma bandeira em seu topo. Símbolos semelhantes foram colocados nas entradas dos templos, representando a presença de uma divindade, ao longo da antiga história egípcia. Outros hieróglifos incluem um falcão, figura usada para representar muitos deuses primitivos, que costumavam ser retratados em sedestação. A forma feminina poderia ser escrita com uma cobra ou um ovo, relacionando deusas com a criação e o nascimento.
Os egípcios distinguiram nṯrw, "divindades", de rmṯ, "pessoas", mas os significados dos termos egípcio e inglês não combinam perfeitamente. O termo nṯr pode ser aplicado a qualquer ser que estava, de alguma forma, fora da esfera da vida cotidiana. Os humanos falecidos foram chamados nṯr porque eram considerados semelhantes aos deuses, enquanto o termo raramente era aplicado a seres sobrenaturais menores do Egito, que os estudiosos modernos muitas vezes chamam de "demônios". A arte religiosa egípcia também retrata lugares, objetos e conceitos em forma humana. Divindades que eram importantes em mitos e rituais para confundir pessoas, apenas mencionadas uma ou duas vezes, podem ser pouco mais do que metáforas.
Enfrentando as distinções entre divindades e outros seres, os estudiosos propuseram várias definições para o termo "divindade". Uma definição amplamente aceita, sugerida por Jan Assmann, diz que uma divindade deve ter um culto, estar envolvida em algum aspecto do universo e estar descrita em alguma mito ou outras formas de tradição escrita. Em uma definição diferente, Dimitri Meeks apresenta a ideia de que nṯr pode ser aplicado a qualquer ser que fosse o foco do ritual. Nesta perspectiva, "divindades" incluiriam os faraós, considerados deuses após os ritos de coroação, e as almas falecidas, que entraram no reino divino através de cerimônias funerárias. Da mesma forma, a preeminência das grandes divindades foi mantida pela devoção por meio de rituais, realizados em todo o Egito.

## Origens
A primeira evidência escrita de divindades no Egito vem do início do período dinástico (3100–2686 a.C.). As divindades devem ter surgido em algum momento do período pré-dinástico (antes de 3 100 a.C.) e se desenvolvido a partir de crenças religiosas pré-históricas. A arte pré-dinástica retrata uma variedade de figuras animais e humanas. Algumas dessas imagens, como estrelas e gados, lembram características importantes da religião egípcia em épocas posteriores, mas na maioria dos casos não há evidências suficientes para dizer se as imagens estão relacionadas com divindades. À medida que a sociedade egípcia se tornava mais sofisticada, surgiram sinais mais claros de atividade religiosa. Os primeiros templos conhecidos apareceram nos últimos séculos da era pré-dinástica, junto com imagens que se assemelham às iconografias de divindades conhecidas: o falcão, que representa Hórus e vários outros deuses, as setas cruzadas, que representam Neite, e o enigmático sha que representa Set.

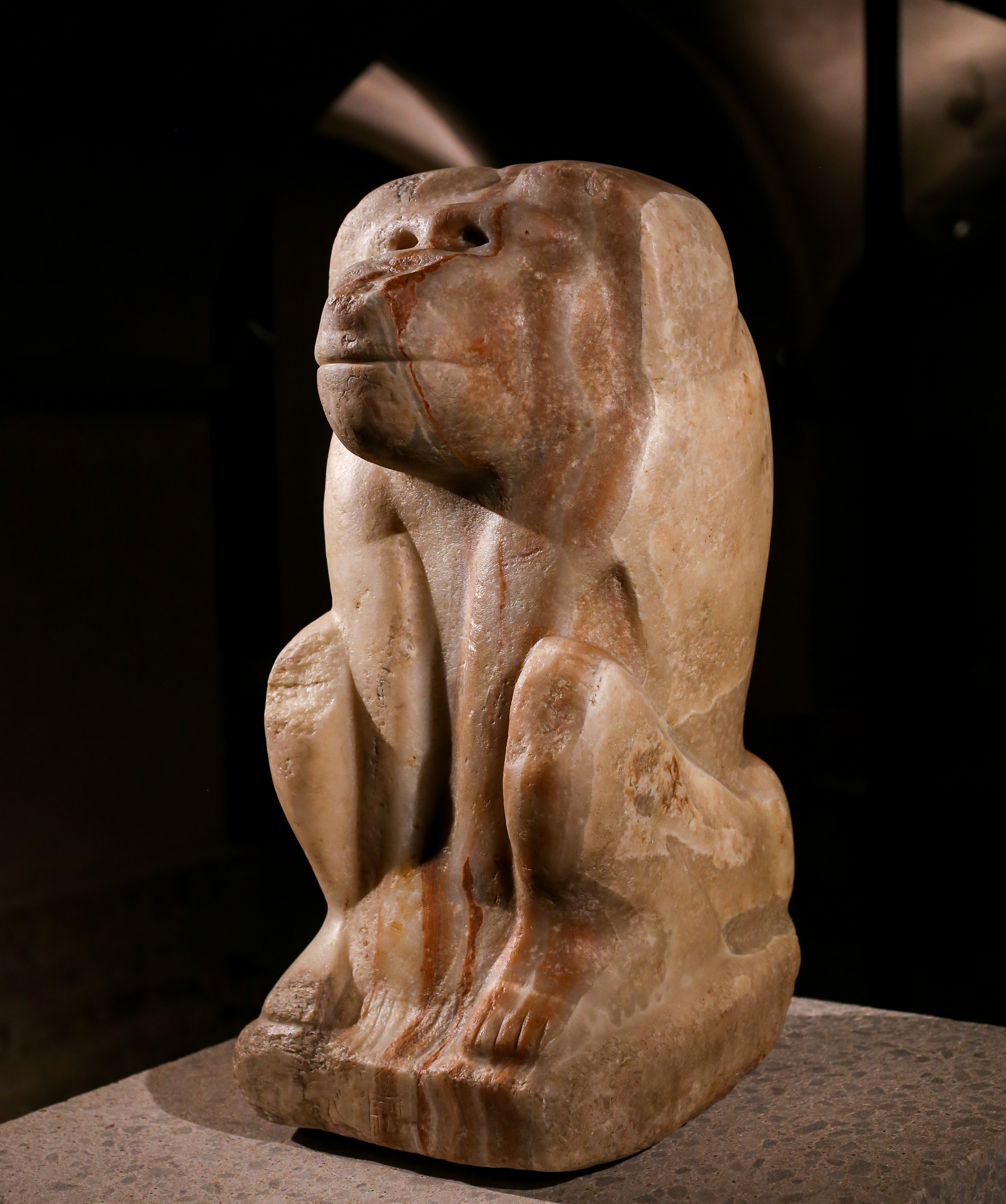
Estátua tardia pré-dinástica do deus babuíno Hedj-Wer

Muitos egiptólogos e antropólogos sugeriram teorias sobre como os deuses se desenvolveram nesses tempos primitivos. Gustave Jéquier, por exemplo, pensava que os egípcios primeiro reverenciavam o fetichismo, depois divindades em forma animal e, finalmente, divindades em forma humana, enquanto Henri Frankfort argumentava que os deuses devem ter sido imaginados em forma humana desde o início. Algumas dessas teorias são, agora, consideradas demasiado simplistas e as mais atuais, como a hipótese de Siegfried Morenz, que alega o surgimento das divindades no momento em que os humanos começaram a se distinguir e personificar seu ambiente, são difíceis de provar.
O Egito pré-dinástico, originalmente, consistia de pequenas aldeias independentes. Como muitas divindades em épocas posteriores estavam fortemente ligadas a cidades e regiões específicas, muitos estudiosos sugeriram que o panteão se formou quando comunidades diferentes se aglutinaram em estados maiores, espalhando e misturando a adoração das antigas divindades locais. Outros argumentaram que os deuses pré dinásticos mais importantes eram, como outros elementos da cultura egípcia, presentes em todo o país, apesar de suas divisões políticas.
O passo final na formação da religião egípcia foi a unificação do Egito, na qual governantes do Alto Egito fizeram-se faraós de todo o país. Esses reis sagrados e seus subordinados assumiram o direito de interagir com os deuses, e o reinado tornou-se o foco unificador da religião.
Novas divindades continuaram a surgir após essa transformação. Algumas divindades importantes, como Ísis e Amom, não são conhecidas até o Reino Antigo (2686–2181 a.C.). Lugares e conceitos poderiam inspirar a criação de uma divindade para representá-los, e as divindades eram, às vezes, criadas para servir como contrapartes do sexo oposto a deuses ou deusas estabelecidos. Diziam que os reis eram divinos, embora apenas alguns continuassem a ser adorados muito tempo depois de suas mortes. Alguns humanos não pertencentes a realeza teriam recebido a bênção dos deuses, sendo venerados por consequência. Este tipo de veneração foi, geralmente, de curta duração, mas os arquitetos da corte, Imhotep e Amenófis, filho de Hapu, foram considerados como deuses séculos após suas vidas, assim como alguns outros oficiais.
Através do contato com civilizações vizinhas, os egípcios também adotaram divindades estrangeiras. Dedun, mencionado pela primeira vez no Reino Antigo, pode ter vindo da Núbia, e Baal, Anat e Astarte, entre outros, foram adotados da mitologia cananeia durante o Reino Novo (1550–1070 a.C.). Nos tempos grego e romano, de 332 AC até os primeiros séculos DC, divindades de todo o mundo mediterrâneo foram reverenciadas no Egito, mas os deuses nativos permaneceram, e muitas vezes absorveram os cultos desses recém-chegados em sua própria adoração.

## Características
O conhecimento moderno das crenças egípcias sobre os deuses é extraído, principalmente, de escritos religiosos produzidos pelos escribas e sacerdotes da nação. Essas pessoas eram a elite da sociedade egípcia e eram muito distintas da população em geral, da qual a maioria era analfabeta. Pouco se sabe sobre o quanto essa população conheceu ou compreendeu as idéias sofisticadas que a elite desenvolveu. As percepções de pessoas comuns sobre o divino podem ter diferido daquelas dos sacerdotes. A população pode, por exemplo, ter confundido as declarações simbólicas da religião sobre os deuses e suas ações para a verdade literal. Mas no geral, o pouco que se sabe sobre a crença religiosa popular é consistente com a tradição da elite. As duas tradições formam uma visão amplamente coesa dos deuses e de sua natureza.

### Funções

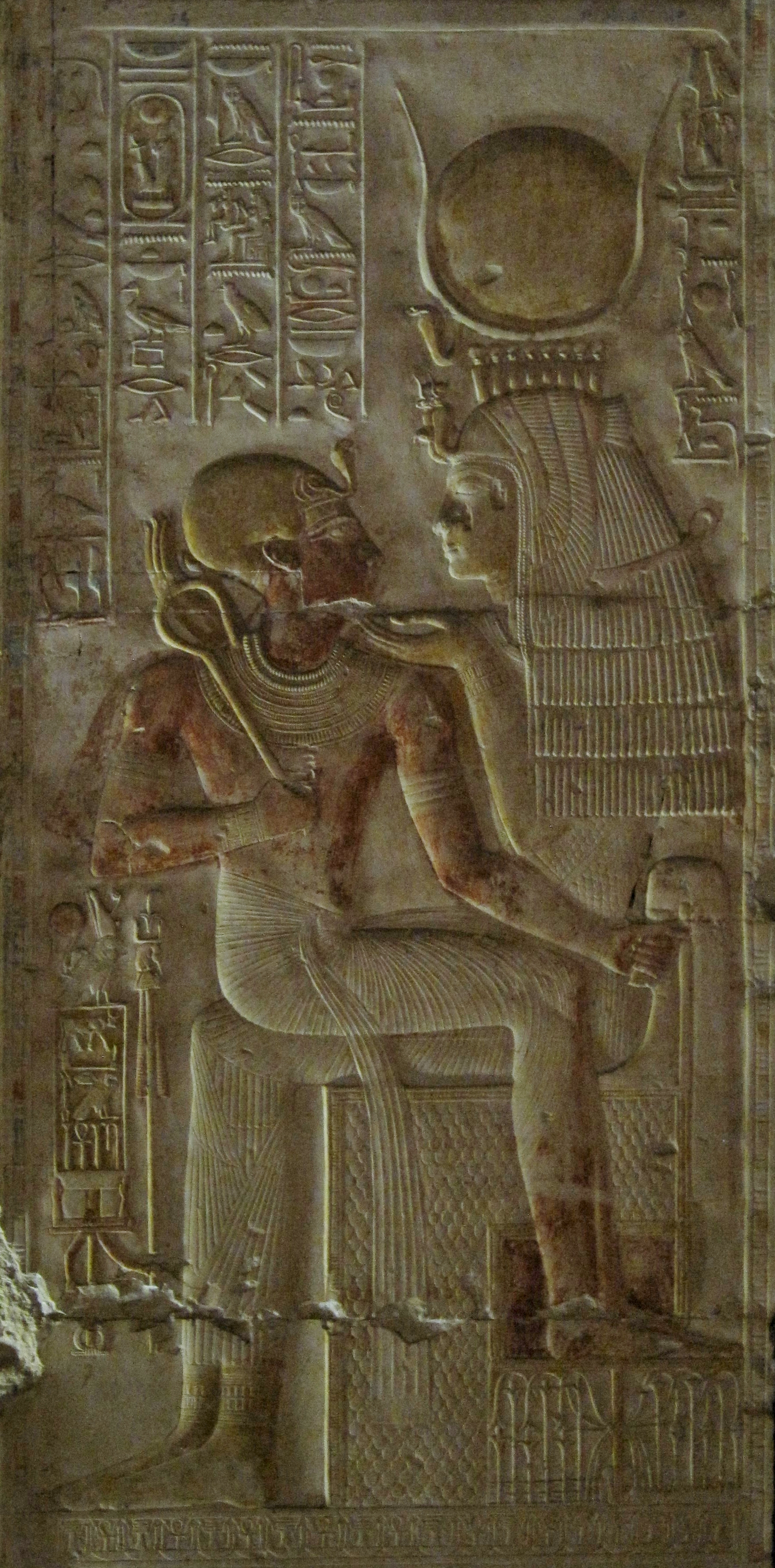
Ísis, uma deusa mãe e padroeira da realeza, segura o faraó Seti I em seu colo

A maioria das divindades egípcias representa fenômenos naturais ou sociais. Os deuses eram, geralmente, considerados imanentes nesses fenômenos — estando presentes na natureza. Os tipos de fenômenos que eles representavam incluem lugares e objetos físicos, bem como conceitos e forças abstratas. O deus Shu era a deificação de todo o ar do mundo; a deusa Mereteseguer supervisionou uma região limitada da Terra, a Necrópole de Tebas; e o deus Sia personificava a noção abstrata de percepção. Os deuses principais frequentemente tinham muitos papéis e estavam envolvidos em vários tipos de fenômenos. Por exemplo, Quenúbis era o deus da ilha de Elefantina, localizada no meio do Nilo, o rio que era essencial para a civilização egípcia. Ele foi creditado com a produção da enchente do Nilo, um importante acontecimento cíclico natural que fertilizou a terra da nação. Talvez, como uma consequência desta função vivificadora, foi dito que ele cria todas as coisas vivas, moldando seus corpos em uma roda de oleiro. Os deuses poderiam compartilhar o mesmo papel na natureza; Rá, Atum, Khepri, Hórus e outras divindades agiam como deuses do sol. Apesar de suas diversas funções, a maioria dos deuses tinha um papel abrangente em comum: manter a maat, a ordem universal, um princípio central da religião egípcia que foi personificado em uma deusa. Algumas divindades, entretanto, representaram a ruptura da maat, mais proeminentemente, Apep, uma criatura em forma de serpente que representava a força do caos e constantemente ameaçava aniquilar a ordem do universo. Set era um membro ambivalente da sociedade divina, podia tanto lutar contra a desordem quanto fomentá-la.
Nem todos os aspectos da existência eram vistos como divindades. Embora muitas divindades estivessem conectadas com o Nilo, nenhum deus o personificava da mesma maneira que Rá personificava o sol. Fenômenos de curta duração, como arco-íris ou eclipses, não eram representados por deuses, nem elementos, como fogo, água, entre outros componentes que formam o mundo.
Os papéis de cada divindade eram fluidos. Cada deus podia expandir sua natureza para assumir novas características. Como resultado, os papéis dos deuses são difíceis de categorizar ou definir. Apesar dessa flexibilidade, os deuses tinham habilidades e esferas de influência limitadas. Nem mesmo o deus criador poderia alcançar além dos limites do cosmo que ele criou, e até mesmo Ísis, embora fosse considerada a mais inteligente dos deuses, não era onisciente. Richard H. Wilkinson, no entanto, argumenta que alguns textos do recente Reino Novo sugerem que, como as crenças sobre o deus Amom evoluíram, ele foi pensado para abordar onisciência e onipresença, além de transcender os limites do mundo de uma maneira que outras divindades não o fizeram.
As divindades com os domínios mais limitados e especializados são frequentemente chamadas de "divindades menores" ou "demônios" nos escritos modernos, embora não haja uma definição inflexível para esses termos. Alguns demônios eram guardiões de lugares particulares, especialmente no Duat, o reino dos mortos. Outros perambulavam pelo mundo humano e pelo Duat, como servos e mensageiros dos deuses maiores ou como espíritos errantes que causavam doenças e outros infortúnios entre os seres humanos. A posição dos demônios na hierarquia divina não foi fixada. As divindades protetoras Bes e Taweret originalmente tinham papéis menores, demoníacos, mas com o tempo eles foram creditados com grande influência. Os seres mais temidos no Duat eram considerados tanto repugnantes quanto perigosos para os humanos. Ao longo da história egípcia, eles passaram a ser considerados membros fundamentalmente inferiores da sociedade divina e a representar o oposto dos benéficos e vivificantes deuses principais. No entanto, mesmo as divindades mais reverenciadas podem, às vezes, exigir vingança entre elas ou nos humanos, exibindo um lado demoníaco de seu caráter e obscurecendo as fronteiras entre demônios e deuses.

### Comportamentos
Acreditava-se que o comportamento divino governava toda a natureza. Exceto pelas poucas divindades que perturbaram a ordem divina, as ações dos deuses mantiveram a maat, criaram e sustentaram todas as coisas vivas. Eles fizeram esse trabalho usando uma força, personificada por um deus, que os egípcios chamavam de heka, termo geralmente traduzido como "mágica". Heka era um poder fundamental que o deus criador costumava usar para formar o mundo e os próprios deuses.

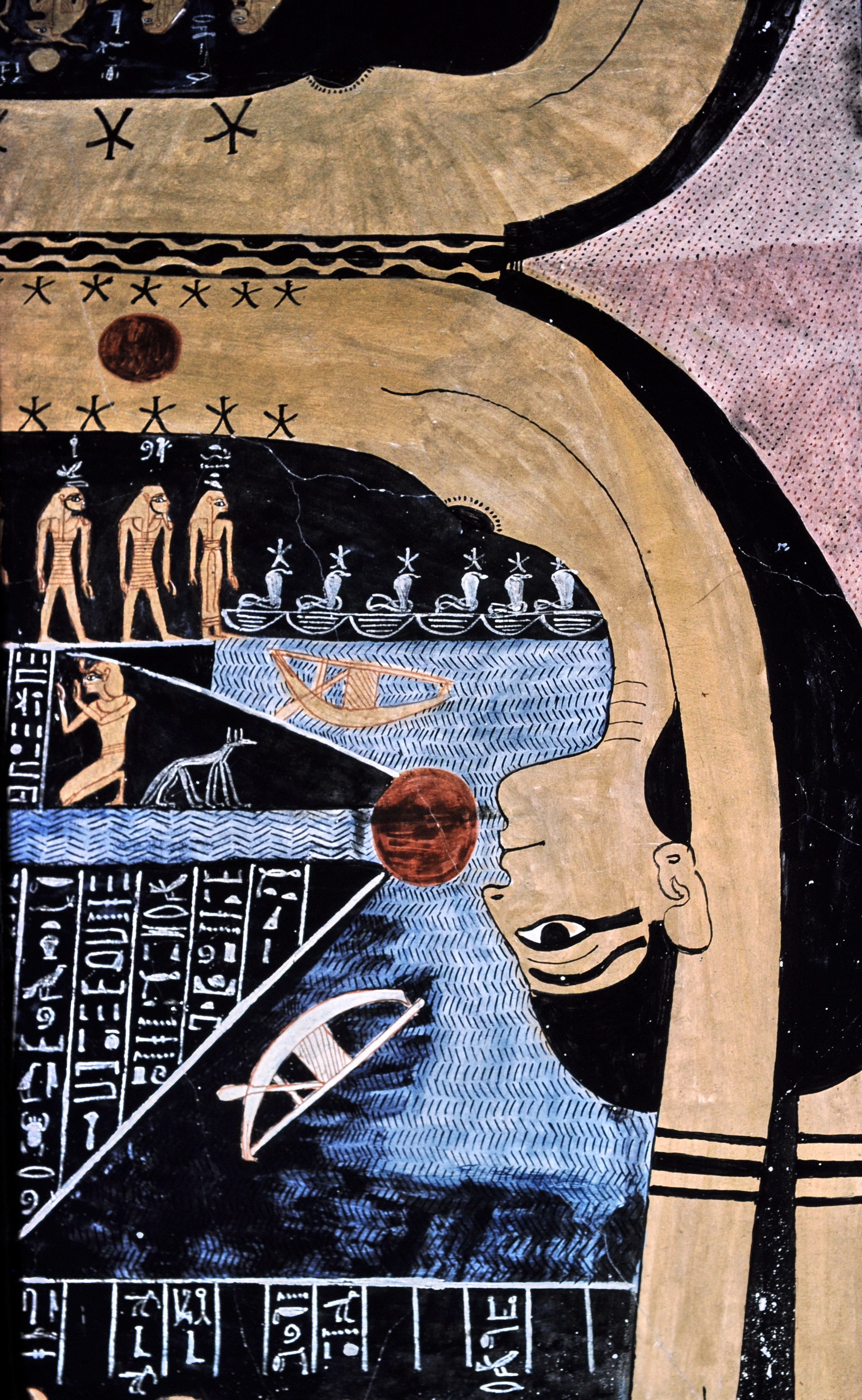
A deusa do céu Nut engole o sol, que viaja através de seu corpo à noite para renascer ao amanhecer

As ações dos deuses no presente são descritas e elogiadas em hinos e textos funerários. Em contraste, a narração mitológica do passado refere-se, principalmente, a uma época com informações vagas, onde os deuses estavam presentes na Terra e interagiam diretamente com os humanos. Os eventos deste passado mítico estabeleceram o padrão para os eventos do presente. Acontecimentos periódicos, como a sucessão de cada faraó, por exemplo, reencenava a ascensão de Hórus ao trono de seu pai, Osíris.
Mitos são metáforas para as ações divinas que os humanos não podem entender completamente. Eles contêm idéias aparentemente contraditórias, cada uma expressando uma perspectiva particular sobre eventos divinos. As contradições no mito fazem parte da abordagem multifacetada dos egípcios à crença religiosa — o que Henri Frankfort chamou de "multiplicidade de abordagens" para entender os deuses.
Os textos mitológicos narram os deuses se comportando como seres humanos. Eles sentem emoção, podem comer, beber, lutar, chorar, adoecer e morrer. Alguns têm traços de caráter únicos. Set é agressivo e impulsivo, e Tot, patrono da escrita e do conhecimento, está propenso a discursos longos. No entanto, geralmente, os deuses se assemelham mais a arquétipos do que personagens bem desenhados. Diferentes versões de um mito poderiam retratar diferentes divindades desempenhando o mesmo papel arquetípico, como nos mitos do Olho de Rá, um aspecto feminino da divindade solar que foi representado por muitas deusas. O comportamento mítico das divindades é inconsistente, seus pensamentos e motivações raramente são declarados. Os mitos, em sua maioria, carecem de personagens e enredos altamente desenvolvidos porque seu significado simbólico era mais importante do que uma narrativa elaborada.
O primeiro ato divino é a criação do cosmos, descrito em vários mitos de criação. Eles se concentram em diferentes deuses, cada um dos quais pode atuar como deuses criadores. Os oito deuses do Ogdóade, que representam o caos que precede a criação, dão origem ao deus do sol, que estabelece a ordem no mundo recém-formado; Ptá, que encarna o pensamento e a criatividade, dá forma a todas as coisas imaginando e nomeando-as; Atum produz todas as coisas como emanações de si mesmo; e Amom, de acordo com a teologia promovida por seu sacerdócio, precedeu e criou os outros deuses criadores. Essas e outras versões dos eventos da criação não eram vistas como contraditórias. Cada um dá uma perspectiva diferente sobre o processo complexo pelo qual o universo organizado e suas muitas divindades emergiram do caos indiferenciado. O período após a criação, no qual uma série de deuses governam como reis sobre a sociedade divina, é o cenário para a maioria dos mitos. Os deuses lutam contra as forças do caos e entre si antes de se retirarem do mundo humano e instalarem os reis históricos do Egito para governar em seu lugar.
Um tema recorrente nos mitos é o esforço dos deuses em manter a maat e protegê-la contra as forças da desordem. Eles lutam batalhas cruéis contra as forças do caos, provenientes no início da criação. Rá e Apep, lutando entre si a cada noite, continuam esta luta até o presente. Outro tema proeminente é a morte e o reavivamento dos deuses. O exemplo mais claro onde um deus morre é o mito do assassinato de Osíris, no qual esse deus é ressuscitado como governante do Duat. Também se diz que o deus do sol envelhece durante sua jornada diária através do céu, afunda-se no Duat à noite e surge como uma criança ao amanhecer. No processo, ele entra em contato com a água rejuvenescedora de Nun, o caos primordial. Textos funerários que descrevem a jornada de Rá através do Duat também mostram os cadáveres de deuses que são animados junto com ele. Em vez de serem imortais, os deuses periodicamente morreram e renasceram, repetindo os eventos da criação e, desse modo, renovando o mundo inteiro, entretanto, sempre foi possível que esse ciclo fosse interrompido e que o caos voltasse. Alguns textos egípcios mal compreendidos chegam a sugerir que essa calamidade está destinada a acontecer — o deus criador, um dia, dissolverá a ordem do mundo, deixando apenas ele mesmo e Osíris em meio ao caos primordial.

### Localizações

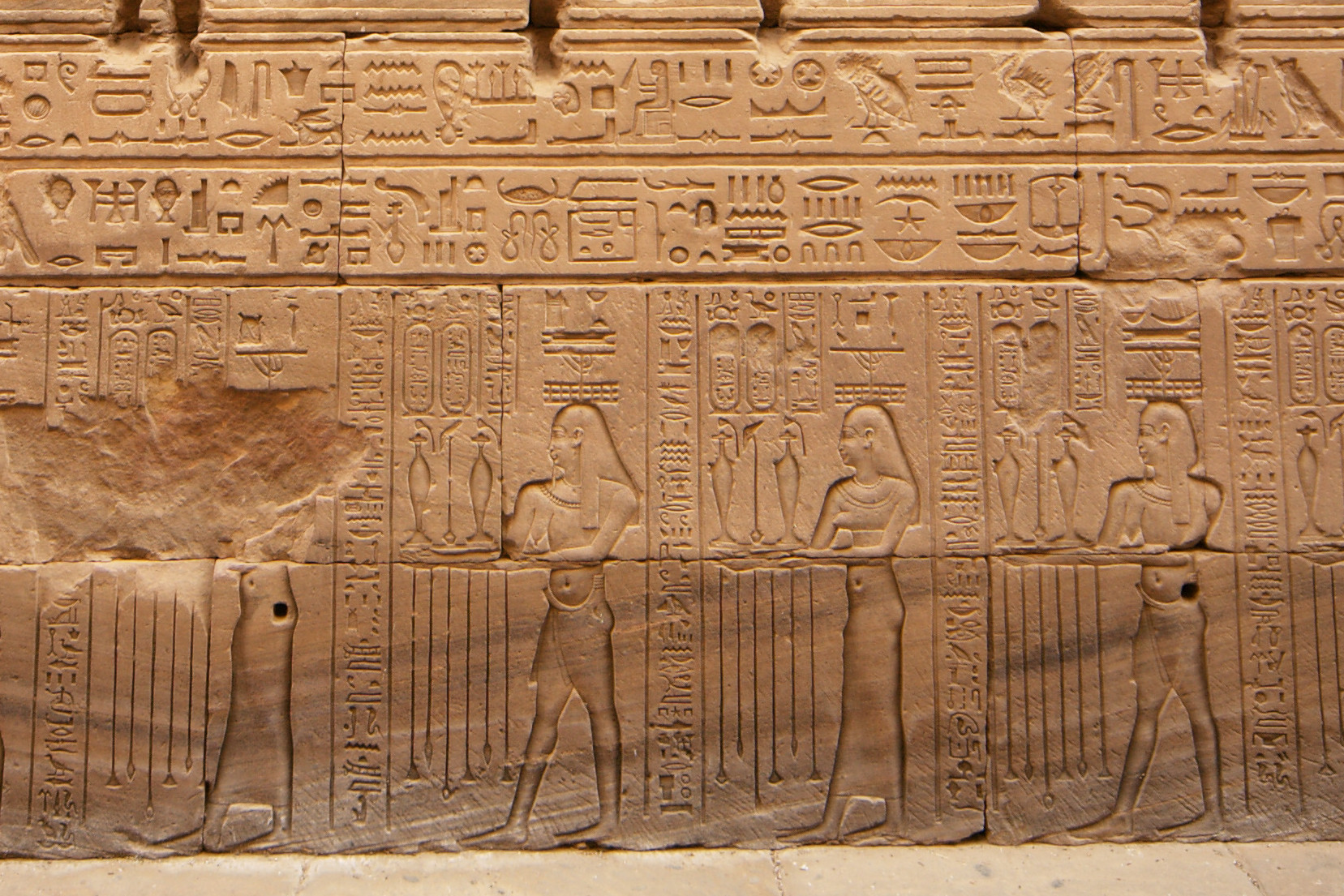
Divindades personificando províncias do Egito

Deuses estavam ligados a regiões específicas do universo. Na tradição egípcia, o mundo inclui a terra, o céu e o Duat. Ao redor deles está a escuridão sem forma que existia antes da criação. Dizia-se que os deuses, normalmente, moravam no céu, embora se dissesse que os deuses cujos papéis estavam ligados a outras partes do universo viviam justamente nesses lugares. A maioria dos eventos da mitologia, estabelecidos em um tempo anterior a retirada dos deuses do reino humano, ocorre em um cenário terrestre. As divindades, por vezes, interagem com os que estão no céu. O Duat, ao contrário, é tratado como um lugar remoto e inacessível. Os deuses que ali habitam têm dificuldade em se comunicar com os do mundo dos vivos. Da mesma forma, o espaço fora do cosmos se encontra muito distante e é habitado por divindades, algumas hostis e outras benéficas para outros deuses e seu mundo ordenado.
Após os tempos mitológicos, dizia-se que a maioria dos deuses viviam no céu ou invisivelmente presente no mundo. Os templos eram seus principais meios de contato com a humanidade. Todos os dias, acreditava-se, os deuses moviam-se do reino divino para seus templos, seus lares no mundo humano. Lá, eles habitavam as imagens de culto e as estátuas que representavam divindades, permitindo que os humanos interagissem com eles nos rituais do templo. Esse movimento entre os reinos, às vezes, era descrito como uma jornada entre o céu e a terra. Como os templos eram os pontos de foco das cidades egípcias, o deus no templo principal da cidade era a divindade protetora da cidade e da região circundante. As esferas de influência das divindades na Terra centraram-se nas cidades e regiões que presidiram. Muitos deuses tinham mais de um centro de culto, e seus laços locais mudaram com o tempo. Eles poderiam estabelecer-se em novas cidades ou a sua gama de influência poderia se contrair, portanto, o principal centro de culto de uma divindade em determinados tempos históricos não é necessariamente o seu lugar de origem. A influência política de uma cidade poderia afetar a importância de sua divindade patronal. Quando os reis de Tebas assumiram o controle do país no início do Reino Médio (2055–1650 a.C.), eles elevaram os deuses protetores de Tebas — primeiro Montu, o deus da guerra, depois Amom — à proeminência nacional.

### Nomes e epítetos
Na crença egípcia, os nomes expressam a natureza fundamental das coisas a que se referem. De acordo com essa crença, os nomes das divindades, geralmente, estão relacionados a suas funções ou origens. O nome da deusa predatória Sacmis significa "um poderoso", o nome do misterioso deus Amom significa "um oculto", e o nome de Necbete, que era adorada na cidade de Nequebe, significa "ela de Nequebe". Muitos outros nomes não possuem significado claro, mesmo quando os deuses que os portam estão intimamente ligados a um único papel. Os nomes de Nut, deusa do céu, e de Geb, deus da terra, não se assemelham aos termos egípcios para céu e terra.
Os egípcios também criaram falsas etimologias, dando mais significado aos nomes divinos. Uma passagem nos Textos dos Sarcófagos traz o nome do deus funerário Socáris como sk r, que significa "limpeza da boca", para vincular seu nome com o seu papel no ritual da Abertura da Boca, enquanto um dos Textos da Pirâmide diz que seu nome é baseado nas palavras gritadas por Osíris em um momento de aflição, conectando Socáris com a mais importante divindade funerária.
Acreditava-se que os deuses tinham muitos nomes. Entre eles, havia nomes secretos que transmitiam suas verdadeiras naturezas mais profundamente do que outros. Conhecer o verdadeiro nome de uma divindade significava ter poder sobre ela. A importância dos nomes é demonstrada por um mito no qual Ísis envenena Rá e se recusa a curá-lo, a menos que ele revele seu nome secreto para ela. Após aprender o nome, ela o revela a seu filho, Hórus, e por consequência disso, ambos ganharam maior conhecimento e poder.
Além de seus nomes, os deuses receberam epítetos, como "possuidor de esplendor", "regente de Abidos" ou "senhor do céu", que descrevem algum aspecto de suas funções ou de sua adoração. Por causa dos múltiplos e sobrepostos papéis dos deuses, as divindades podem ter muitos epítetos — com os deuses mais importantes acumulando mais títulos — e o mesmo epíteto pode ser aplicado a muitas divindades. Algumas divindades personificaram epítetos, como Werethekau, um epíteto aplicado a várias deusas que significa "grande feiticeira" e veio a ser tratado como uma deusa independente. Os muitos nomes e títulos divinos exprimem a natureza multifária dos deuses.

### Sexo e gênero
Os egípcios consideravam a divisão entre macho e fêmea como fundamental para todos os seres, incluindo divindades. Algumas divindades eram andróginas e, no contexto dos mitos de criação, de forma geral, representavam o estado indiferenciado que existia antes da criação do mundo. Atum era masculino, mas tinha um aspecto feminino dentro de si mesmo, que às vezes era visto como uma deusa, conhecida como Iusaaset ou Nebethetepet. A criação começou quando Atum produziu um par de divindades sexualmente diferenciadas: Shu e seu consorte Téfnis. Similarmente, é dito que Neite possui traços masculinos e, às vezes, é considerada uma deusa criadora, mas ela é vista, principalmente, como feminina.
Sexo e gênero estavam intimamente ligados à criação e, portanto, ao renascimento. Os deuses do sexo masculino eram frequentemente ligados à realeza e ao papel ativo na concepção de crianças. Divindades femininas, como as rainhas humanas, muitas vezes desempenhavam um papel coadjuvante, estimulando a virilidade de seus cônjuges e alimentando seus filhos, embora recebessem um papel maior na procriação no final da história egípcia. Hator, consorte de Hórus e Rá, mãe mitológica dos faraós, exemplifica a relação entre sexualidade, reprodução e realeza.
Divindades femininas também tinham um aspecto violento que podia ser visto negativamente ou positivamente, como no caso das deusas Uto e Necbete, que protegiam o rei. Contrastando a agressão feminina com sexualidade e carinho, o Olho de Rá, agindo como uma entidade independente, pode personificar uma grande variedade de deusas egípcias, assumindo, por exemplo, a forma enfurecida da deusa Sacmis ou a forma de uma deusa pacífica e bela como Hator.

### Relacionamentos
As divindades egípcias estão conectadas em um conjunto complexo e mutável de relacionamentos. As conexões e interações de um deus com outras divindades ajudaram a definir seu caráter. Desse modo, Ísis, como mãe e protetora de Hórus, era uma grande curandeira, bem como a padroeira dos reis. Tais relações eram o material de base a partir do qual os mitos eram formados.

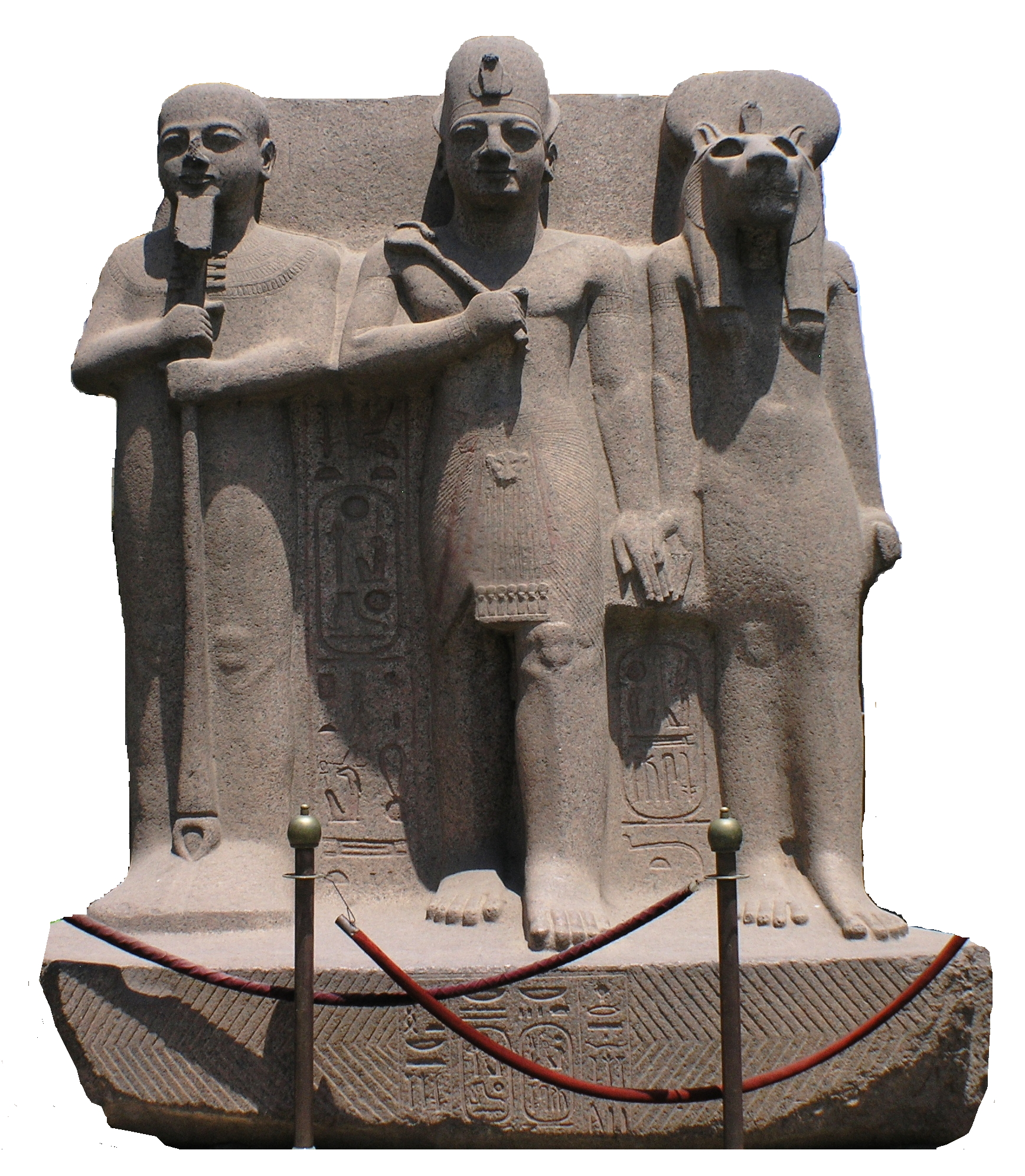
O rei, ladeado pelos deuses Ptá e Sacmis, que assume a função do filho deles, Nefertum.

Relacionamentos familiares são um tipo comum de conexão entre os deuses. Divindades frequentemente formam pares masculinos e femininos. Famílias de três divindades, com pai, mãe e filho, representam a criação de uma nova vida e a sucessão do pai pela criança, um padrão que conecta as famílias divinas à sucessão real. Osíris, Ísis e Hórus formaram o modelo por excelência desse tipo de família. O padrão que eles estabeleceram foi mais difundido ao longo do tempo, de modo que muitas divindades em centros de culto locais, como Ptá, Sacmis e seu filho Nefertum em Memphis e Amom, Mut e Quespisiquis em Tebas, foram reunidas em tríades familiares. Conexões genealógicas como essas são mutáveis, de acordo com as múltiplas perspectivas da crença egípcia. Hator poderia atuar como mãe de qualquer divindade em forma infantil, incluindo a forma infantil da divindade solar, embora em outras circunstâncias ela fosse filha da mesma divindade.
Outros grupos divinos eram compostos de divindades com papéis inter-relacionados, ou que juntos representavam uma região do cosmos mitológico egípcio. Havia conjuntos de deuses para as horas do dia e da noite e para cada região do Egito. Alguns desses grupos contêm um específico, simbólico e importante número de divindades. Deuses emparelhados, às vezes, têm papéis similares, assim como Ísis e sua irmã Néftis em sua proteção e apoio a Osíris. Outros pares representam conceitos opostos, mas inter-relacionados, que fazem parte de uma unidade maior, por exemplo, Rá, que é dinâmico e produtor de luz, e Osíris, que é estático e envolto em trevas, fundem-se em um único deus a cada noite. Grupos de três estão ligados à pluralidade no pensamento egípcio antigo, e grupos de quatro conotam plenitude. No final do Reino Novo, os governantes promoveram um grupo particularmente importante de três deuses, acima de todos os outros: Amom, Rá e Ptá. Essas deidades representavam a pluralidade de todos os deuses, assim como seus próprios centros de culto (envolvendo as principais cidades da época, Tebas, Heliópolis e Mênfis) e muitos conjuntos tríplices de conceitos no pensamento religioso egípcio. Em certas ocasiões, Set, o deus patrono dos reis da Décima Nona Dinastia e a personificação da desordem no mundo, foi acrescentado a esse grupo, que enfatizava uma visão única e coerente do panteão.
Nove, o produto de três e três, representa uma multidão. Os egípcios chamavam muitos grupos de "enéade", ou conjuntos de nove, mesmo que tivessem mais de nove membros. O enéade mais proeminente foi o enéade de Heliópolis, uma extensa família de divindades, composta pelos descendentes do deus criador Atum, que incorpora muitos deuses importantes. O termo "enéade" foi, frequentemente, estendido para incluir todas as divindades do Egito.
Essa assembléia divina tinha uma hierarquia mutável. Deuses com ampla influência no cosmos ou que eram mais velhos do que outros, costumavam possuir posições mais altas na sociedade divina. No ápice dessa sociedade estava o rei dos deuses, geralmente identificado com a divindade criadora. Em diferentes períodos da história egípcia, diferentes deuses foram chamados a manter essa posição elevada. Hórus era o deus mais importante no início do período dinástico, Rá ascendeu para a proeminência no Reino Antigo, Amom era supremo no Reino Novo, e nos períodos ptolomaico e romano, Ísis era a rainha divina e a deusa criadora. Os deuses recentemente proeminentes tenderam a adotar características de seus predecessores. Ísis absorveu os traços de muitas outras deusas durante a sua ascensão, e quando Amom se tornou o governante do panteão, ele foi combinado com Rá, o tradicional rei dos deuses, para se tornar uma única divindade solar.

### Manifestações e combinações

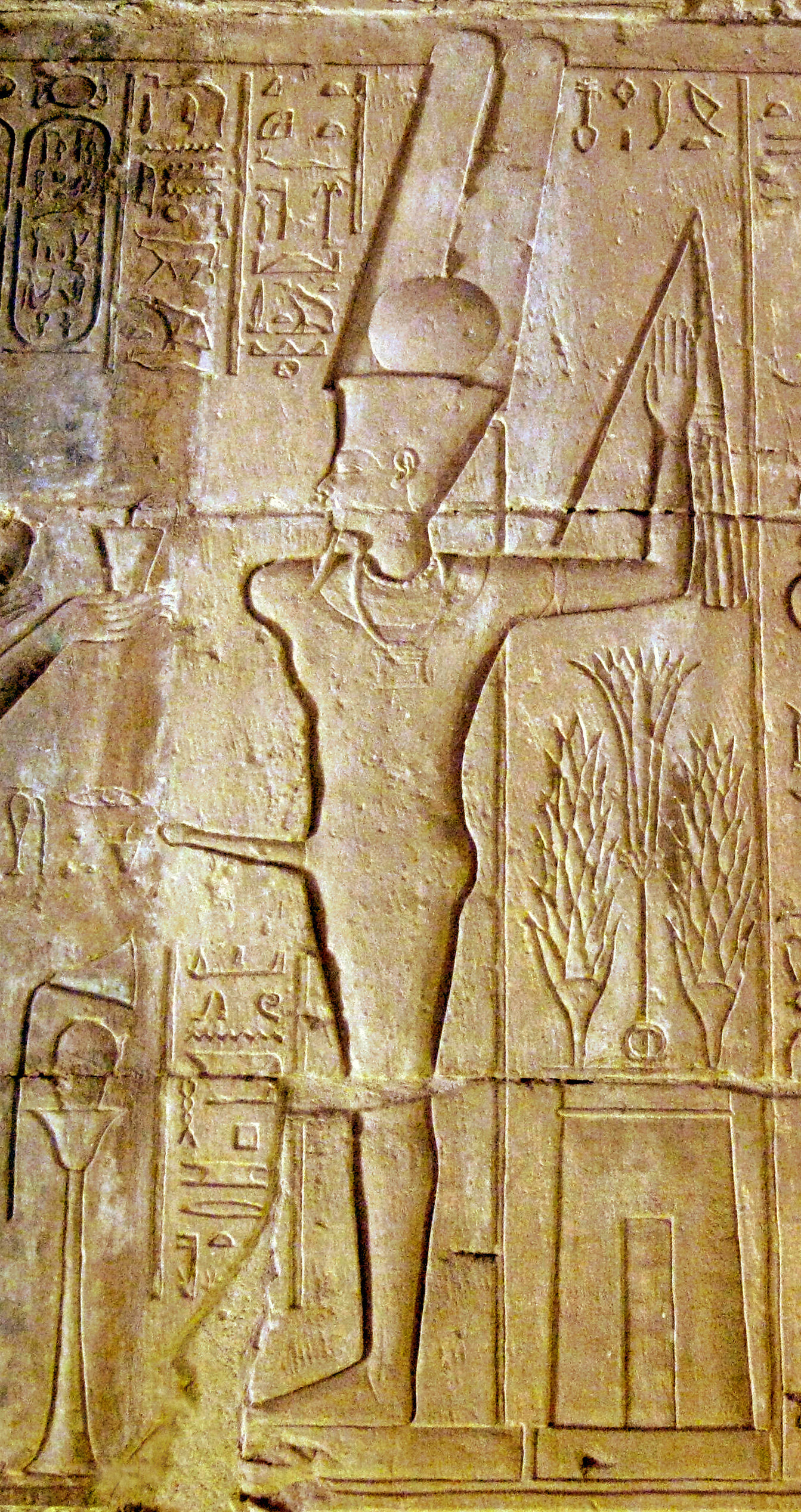
Amom-Rá-Kamutef, uma forma de Amom com as características solares de Rá e os poderes de procriação ligados a Min. O disco solar em seu cocar é retirado de Rá, e seu falo ereto vem da iconografia de Min.

Acreditava-se que os deuses se manifestavam de muitas formas. Os egípcios tinham uma concepção complexa da alma humana, que segundo eles, consistia em várias partes. Os espíritos dos deuses eram compostos de muitos desses mesmos elementos. O ba era o componente da alma humana ou divina que afetava o mundo ao seu redor. Qualquer manifestação visível do poder de um deus pode ser chamada de ba; assim, o sol foi chamado ba de Ra. Uma representação de uma divindade era considerada um ka, outro componente de seu ser, que agia como um vaso para o ba da divindade habitar. Acreditava-se que as imagens de culto, que eram o foco dos rituais do templo, bem como os animais sagrados que representavam certos deuses, abrigavam o ba da divindade. Aos deuses poderiam ser atribuídos muitos bas e kas, e ocasionalmente, recebiam nomes que representam diferentes aspectos de sua natureza. Dizia-se que tudo na existência era um dos kas de Atum, o deus criador, que originalmente continha todas as coisas dentro de si, e uma divindade poderia ser o ba de outra, significando que o primeiro deus é uma manifestação do outro. Partes do corpo divino poderiam atuar como divindades separadas, como o Olho de Ra e a Mão de Atum, ambas personificadas como deusas. Os deuses estavam tão cheios de poder vivificante que até mesmo seus fluidos corporais podiam se transformar em outros seres vivos; foi dito que a humanidade teria surgido das lágrimas do deus criador, e as outras divindades de seu suor.
Divindades importantes nacionalmente deram origem a manifestações locais, tais manifestações, por vezes, absorveram as características dos deuses regionais mais antigos. Hórus tinha muitas formas ligadas a lugares específicos, incluindo Hórus de Hieracômpolis, Hórus de Buém e Hórus de Edfu. Essas manifestações locais poderiam ser tratadas quase como seres separados. Durante o Reino Novo, um homem foi acusado de roubar roupas por um oráculo que deveria comunicar mensagens do deus Amom de Pe-Khenty. Ele consultou dois outros oráculos locais de Amom esperando por um julgamento diferente. As manifestações dos deuses também diferiam de acordo com suas funções. Hórus poderia ser um poderoso deus do céu ou uma criança vulnerável, e essas formas eram, às vezes, contadas como divindades independentes.
Deuses eram combinados um com o outro tão facilmente quanto eram divididos. Um deus poderia ser chamado de ba de outro, e duas ou mais divindades poderiam, com uma mistura de seus nome e iconografias, ser unidas em um único deus. Os deuses locais estavam ligados as divindades maiores, e divindades com funções semelhantes eram fusionadas. Rá estava conectado com a divindade local Suco para formar Suco-Rá; com seu companheiro de autoridade, Amom, para formar Amom-Rá; com a forma solar de Hórus para formar Rá-Horakhty; e com várias divindades solares como Horemakhet-Khepri-Ra-Atum. Em raras ocasiões, até divindades de sexos diferentes se uniram dessa maneira, produzindo combinações como Osíris-Neite e Mut-Mim. Essa ligação entre divindades distintas é chamada de sincretismo. Ao contrário de outras situações para as quais este termo é usado, a prática egípcia não se destinava a fundir sistemas de crenças concorrentes, embora divindades estrangeiras pudessem ser sincretizadas com divindades nativas. Em vez disso, o sincretismo reconheceu a sobreposição entre os papéis das divindades e estendeu a esfera de influência para cada um deles. Combinações sincréticas não eram permanentes, um deus que estava envolvido em uma combinação continuou a aparecer separadamente e a formar novas combinações com outras divindades. Divindades intimamente conectadas, às vezes, fundiam-se. Hórus absorveu muitos deuses falcões de várias regiões, como Quenti-irti e Quenti-queti (um deus crocodilo, embora mais tarde ele fosse representado como um deus-falcão, seu nome significa "primeiro retentor"), que se tornaram pouco mais do que manifestações locais dele. Hator, de forma semelhante, absorveu uma deusa vaca, Bat; e um antigo deus funerário, Quenti-Amentiu, foi suplantado por Osíris e Anúbis.

### Áton e possível monoteísmo
No reinado de Aquenáton (r. 1353–1336 a.C.), em meados do Reino Novo, uma única divindade solar, Áton, tornou-se o único foco da religião do estado. Aquenáton deixou de financiar os templos de outras divindades e apagou nomes e imagens de deuses em monumentos, visando Amom em particular. Esse novo sistema religioso, às vezes chamado de Atonismo, difere-se dramaticamente do culto politeísta presente em todos os outros períodos. Considerando que, em tempos antigos, deuses que se tornaram importantes foram integrados nas crenças religiosas existentes, o Atonismo insistiu em uma única compreensão do divino que excluía a tradicional multiplicidade de perspectivas. No entanto, o Atonismo pode não ter sido um monoteísmo completo, aquele que exclui totalmente a crença em outras divindades. Há evidências sugerindo que foi permitido a população, de modo geral, adorar outros deuses em particular. O cenário é ainda mais complicado pela aparente tolerância do Atonismo para algumas divindades, como Maat, Shu e Téfnis. Por essas razões, o egiptólogo Dominic Montserrat sugeriu que Aquenáton poderia ter sido monolátrico, adorando uma única divindade enquanto reconhecia a existência de outras. Em qualquer caso, a teologia aberrante do Atonismo não se enraizou entre a população egípcia, e os sucessores de Aquenáton retornaram às crenças tradicionais.

### Unidade do divino na religião tradicional

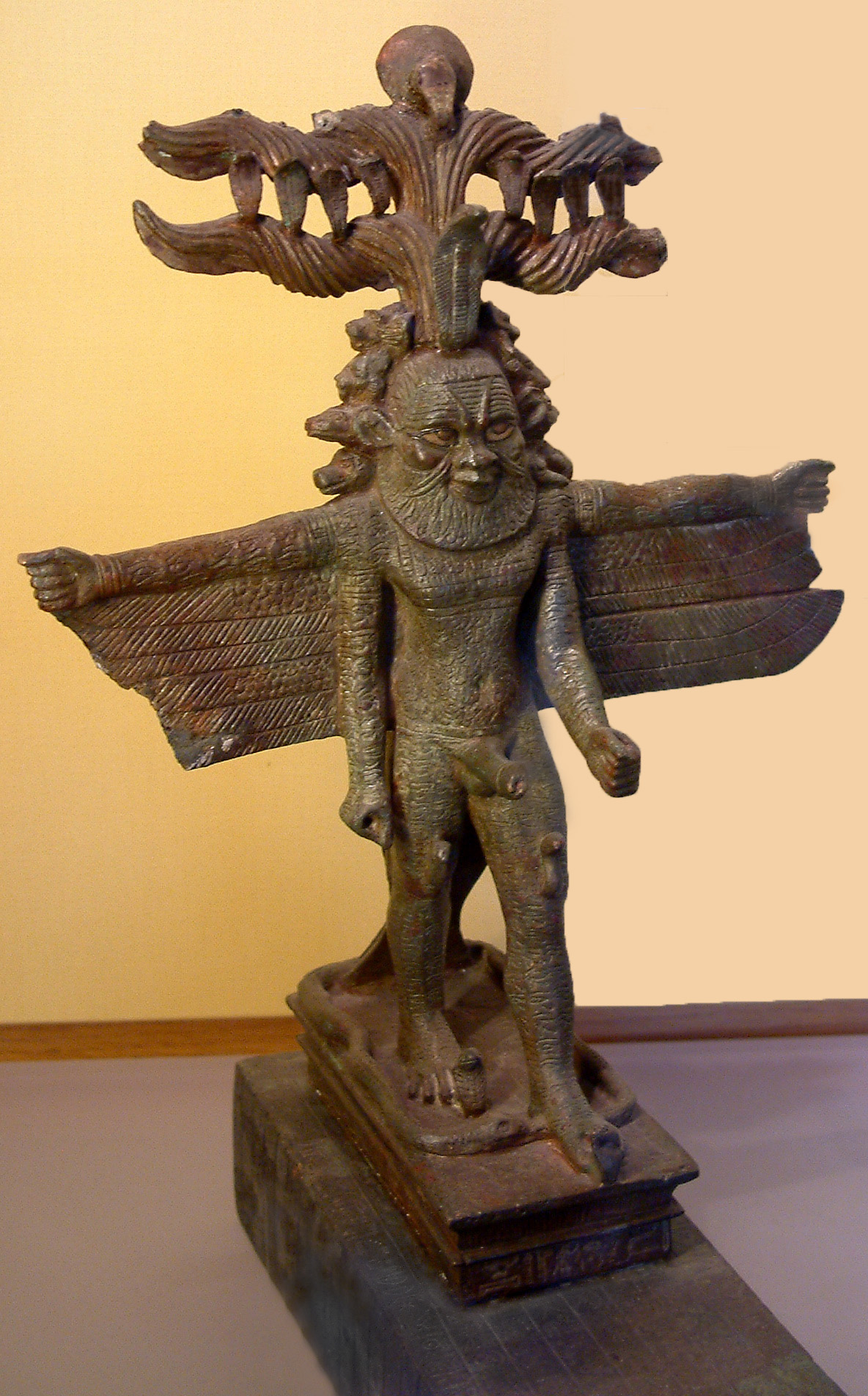
O deus Bes, com os atributos de muitas outras divindades. Imagens como essa representam a presença de uma multidão de poderes divinos dentro de um único ser.

Estudiosos debatem há muito tempo se a religião tradicional egípcia afirmou que os múltiplos deuses estavam, em um nível mais profundo, unificados. As razões para este debate incluem a prática do sincretismo, que pode sugerir que todos os deuses separados poderiam finalmente se fundir em um só, e a tendência dos textos egípcios em creditar um deus em particular com um poder que supera todas as outras divindades. Outro ponto de discórdia é a aparição da palavra "deus" na literatura sapiencial, onde o termo não se refere a uma divindade específica ou grupo de divindades. No início do século XX, por exemplo, E. A. Wallis Budge acreditava que os plebeus egípcios eram politeístas, mas o conhecimento da verdadeira natureza monoteísta da religião estava reservado à elite, que escreveu a literatura sapiencial. Seu contemporâneo, James Henry Breasted, achava que a religião egípcia era panteísta, com o poder do deus sol presente em todos os outros deuses, enquanto Hermann Junker argumentava que a civilização egípcia era originalmente monoteísta e tornou-se politeísta no curso de sua história.
Em 1971, Erik Hornung publicou um estudo rebatendo essas visões. Ele aponta que, em qualquer período dado, muitas divindades, mesmo as menores, foram descritas como superiores a todas as outras. Ele também argumenta que o "deus" não especificado nos textos da sabedoria é um termo genérico para qualquer divindade que o leitor escolha reverenciar. Embora as combinações, manifestações e iconografias de cada deus estivessem mudando constantemente, elas estavam sempre restritas a um número finito de formas, nunca se tornando totalmente intercambiáveis de uma maneira monoteísta ou panteísta. O henoteísmo, diz Hornung, descreve a religião egípcia melhor que outros rótulos. Um egípcio poderia adorar qualquer divindade em um determinado instante e creditá-la com o poder supremo naquele momento, sem negar os outros deuses ou fundir todos com o deus em quem ele se concentrou. Hornung conclui que os deuses estavam totalmente unificados apenas no mito da época anterior a criação, após a qual uma multidão de deuses emergiu de uma inexistência uniforme.
Os argumentos de Hornung influenciaram muitos outros estudiosos da religião egípcia, mas alguns ainda acreditam que os deuses eram mais unificados. Jan Assmann sustenta que a noção de uma única divindade desenvolveu-se lentamente através do Reino Novo, começando com um foco em Amom-Rá como o deus solar mais importante. Em sua opinião, o Atonismo, que relacionou a única divindade com o sol e dispensou todos os outros deuses, foi uma consequência extrema dessa tendência. Então, na reação contra o Atonismo, os teólogos sacerdotais descreveram o deus universal de uma maneira diferente, que coexistia com o politeísmo tradicional. Acreditava-se que o único deus transcendia o mundo e todas as outras divindades, enquanto, ao mesmo tempo, os múltiplos deuses eram aspectos do único deus. De acordo com Assmann, este deus foi especialmente relacionado com Amom, o deus dominante no final do Reino Novo, enquanto que para o resto da história egípcia, a divindade universal poderia ser identificada com muitos outros deuses. James P. Allen diz que as noções coexistentes de um deus e muitos deuses se encaixam bem com a "multiplicidade de abordagens" no pensamento egípcio, bem como com a prática henoteísta de adoradores comuns. Ele diz que os egípcios podem ter reconhecido a unidade do divino "identificando sua noção uniforme de 'deus' com um deus particular, dependendo da situação particular".

## Descrições e representações
Escritos egípcios descrevem os corpos dos deuses em detalhes. Eles são feitos de materiais preciosos, sua carne é dourada, seus ossos são de prata e seus cabelos são lápis-lazúli. Eles emitem um odor que os egípcios associavam ao incenso usado nos rituais. Alguns textos fornecem descrições precisas de divindades específicas, incluindo sua altura e cor dos olhos, no entanto, essas características não são fixas. Nos mitos, os deuses mudam suas aparências para se adequarem aos seus próprios propósitos. Os textos egípcios, muitas vezes, referem-se às formas verdadeiras das divindades como "misteriosas". Os egípcios e suas representações visuais de seus deuses não são, portanto, literais. Eles simbolizam aspectos específicos do caráter de cada divindade, funcionando de maneira muito semelhante aos ideogramas da escrita hieroglífica. Por esta razão, o deus funerário Anúbis é comumente mostrado na arte egípcia como um cão ou chacal, uma criatura cujos hábitos de sequestro ameaçam a preservação de múmias enterradas, em um esforço para contrariar esta ameaça e empregá-la para proteção. Sua coloração negra alude à cor da carne mumificada e ao solo negro e fértil que os egípcios viam como um símbolo da ressurreição.
A maioria das divindades foi descrita de várias maneiras. Hator podia ser uma vaca, uma cobra, uma leoa, uma mulher com chifres ou orelhas de boi. Ao descrever um determinado deus de maneiras diferentes, os egípcios expressaram diferentes aspectos de sua natureza essencial. Os deuses são representados em um número finito dessas formas simbólicas, de modo que muitas vezes podem ser distinguidos uns dos outros por suas iconografias. Essas formas incluem homens e mulheres (antropomorfismo), animais (zoomorfismo) e, mais raramente, objetos inanimados. Combinações de formas, como divindades com corpos humanos e cabeças de animais, são comuns. Novas formas e combinações cada vez mais complexas surgiram no curso da história, com as formas mais surreais frequentemente encontradas entre os demônios do submundo. Alguns deuses só podem ser distinguidos dos outros se forem rotulados por escrito, como Ísis e Hator. Por causa da estreita conexão entre essas deusas, ambas podiam usar o cocar de chifre de vaca que originalmente era de Hator.

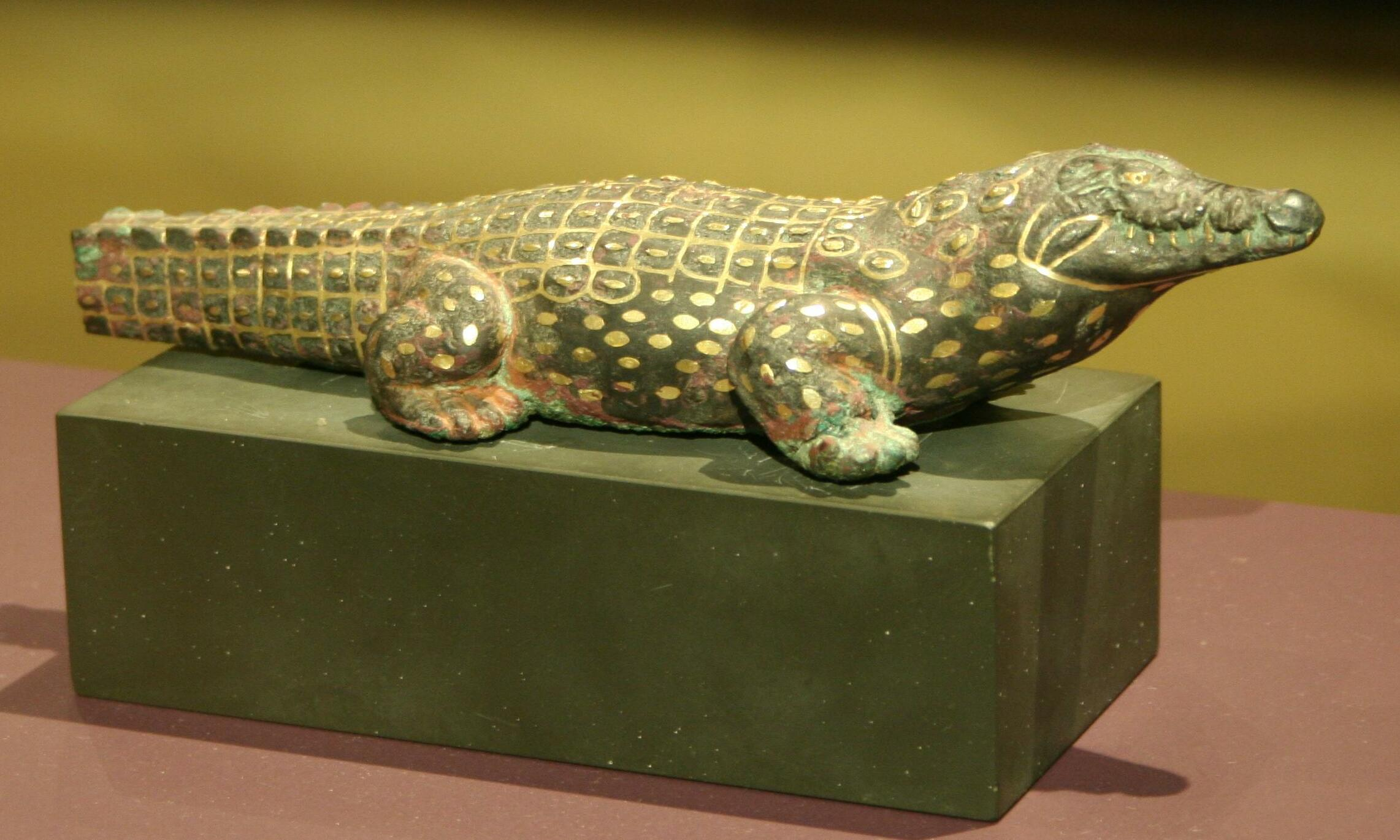
Estátua do deus crocodilo Suco em sua forma animal completa

Certas características das imagens divinas são mais úteis do que outras na determinação da identidade de um deus. A cabeça de uma determinada imagem divina é particularmente significativa. Em uma imagem híbrida, a cabeça representa a forma original do ser representado, de modo que, como disse o egiptólogo Henry Fischer, "uma deusa com cabeça de leão é uma deusa-leoa em forma humana, enquanto uma esfinge real, inversamente, é um homem que assumiu a forma de um leão". Os adereços divinos para a cabeça, que vão dos mesmos tipos de coroas usadas por reis humanos a grandes hieróglifos usados nas cabeças dos deuses, são outro indicador importante. Em contraste, os objetos mantidos nas mãos dos deuses tendem a ser genéricos. As divindades masculinas costumam segurar um was, enquanto as deusas seguram talos de papiro, e ambos os sexos carregam sinais de ankh, representando a palavra egípcia para "vida", simbolizando seu poder vivificante.
As formas em que os deuses são mostrados, embora sejam diversas, são limitadas de várias maneiras. Muitas criaturas que são difundidas no Egito nunca foram usadas na iconografia divina. Outras formas poderiam representar muitas divindades porque essas divindades tinham características importantes em comum. Touros e carneiros eram associados com virilidade, vacas e falcões com o céu, hipopótamos com proteção maternal, felinos com o deus sol e serpentes com perigo e renovação. Animais que estavam ausentes do Egito nos estágios iniciais de sua história não foram usados como imagens divinas. O cavalo, que foi introduzido apenas no Segundo Período Intermediário (1650–1550 a.C.), nunca representou um deus. Da mesma forma, as roupas usadas pelas divindades antropomórficas, na maioria dos períodos, mudaram pouco em relação aos estilos usados no Reino Antigo: uma espécie de saia, barba falsa e, frequentemente, uma camisa para deuses masculinos e um vestido comprido e justo para as deusas.
A forma básica antropomórfica varia. Os deuses em formas infantis são retratados nus, assim como alguns deuses adultos quando seus poderes de procriação são enfatizados. Certas divindades masculinas recebem pesadas barrigas e seios, significando androginia, prosperidade e abundância. Enquanto a maioria das divindades masculinas tem a pele vermelha e as femininas, pele amarela (as mesmas cores usadas para retratar homens e mulheres egípcios), alguns recebem cores de pele incomuns e simbólicas. Assim, a pele azul e a figura barriguda do deus Hapi alude à inundação do Nilo que ele representa e à nutritiva fertilidade que trouxe. Algumas divindades, como Osíris, Ptá e Min, têm uma aparência "mumiforme", com seus membros firmemente envoltos em tecido. Embora esses deuses se assemelhem a múmias, os primeiros exemplos antecedem o estilo de mumificação envolto em tecido, e essa forma pode, em vez disso, remontar às representações mais antigas das divindades.
| R24 |

| R22 |

## Interações com humanos

### Relacionamento com o faraó

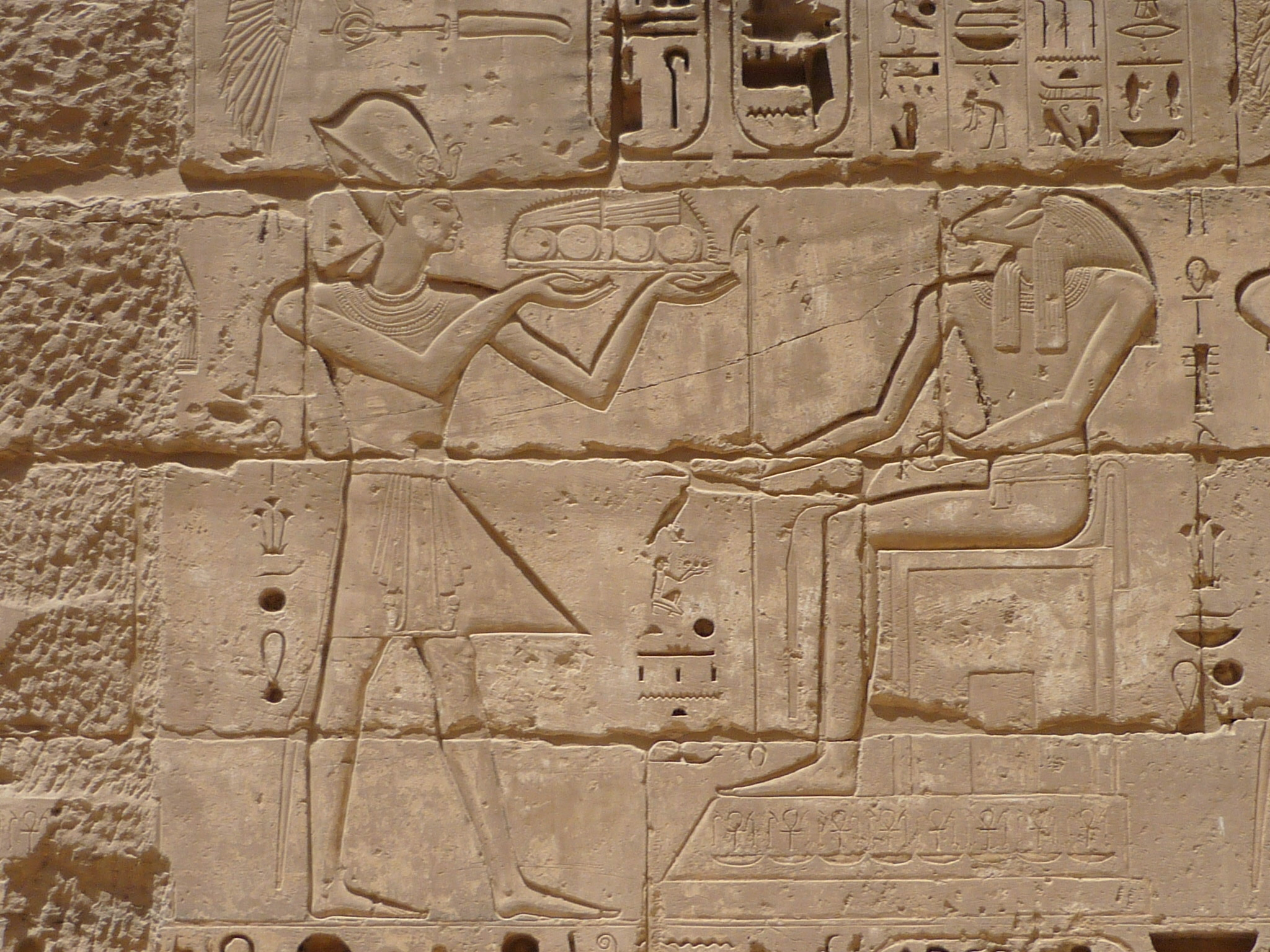
Ramessés III apresenta ofertas para Amom

Nos escritos oficiais, diz-se que os faraós são divinos e são constantemente representados na companhia das divindades do panteão. Cada faraó foi considerado o sucessor dos deuses que haviam governado o Egito na pré-história mítica. Os reis vivos eram equiparados a Hórus e chamados de "filho" de muitas divindades masculinas, particularmente Osíris e Rá. Reis falecidos foram equiparados a esses deuses anciões. As esposas e mães do rei eram comparadas a muitas deusas. As poucas mulheres que se fizeram faraós, como Hatexepsute, ligaram-se a essas mesmas deusas enquanto adotavam grande parte das imagens masculinas da realeza. Os faraós tinham seus próprios templos mortuários, onde os rituais eram realizados para eles durante suas vidas e após suas mortes. Poucos faraós eram adorados como deuses muito depois de suas vidas, e textos não oficiais retratam reis sob uma luz humana. Por estas razões, os estudiosos discordam sobre como, genuinamente, a maioria dos egípcios enxergavam o rei; ele pode ter sido considerado divino somente enquanto realizava cerimônias.
A posição divina do rei era a razão de seu papel como representante do Egito para os deuses, ao formar um elo entre os reinos divino e humano. Os egípcios acreditavam que os deuses precisavam de templos para morar, bem como a realização periódica de rituais e apresentação de oferendas para alimentá-los. Essas coisas foram fornecidas pelos cultos que o rei supervisionou, juntamente com seus sacerdotes e obreiros. No entanto, de acordo com a ideologia da realeza, a construção do templo era exclusivamente obra do faraó, assim como os rituais que os sacerdotes geralmente realizavam em seu lugar. Esses atos faziam parte do papel fundamental do rei: manter a maat. O rei e a nação que ele representava realizavam oferendas aos deuses, a fim de que eles pudessem continuar a desempenhar suas funções, mantendo o poder no cosmos para que os humanos pudessem continuar a viver.

### Presença no mundo humano
Embora os egípcios acreditassem que seus deuses estivessem presentes no mundo ao seu redor, o contato entre os reinos humano e divino era, principalmente, limitado a circunstâncias específicas. Na literatura, os deuses podem aparecer para os seres humanos em uma forma física, mas na vida real os egípcios estavam limitados a meios mais indiretos de comunicação.
Diz-se que o ba de um deus deixa periodicamente o reino divino para habitar em suas imagens de culto. Ao habitar essas imagens, os deuses deixaram seu estado oculto e assumiram uma forma física. Para os egípcios, um lugar ou objeto "sagrado" era isolado para passar por um ritual de purificação, desse modo, se tornando adequado para uma divindade habitar. Estátuas e relevos do templo, bem como animais sagrados particulares, como o touro Ápis, serviram como intermediários divinos dessa maneira. Sonhos e transes forneceram um local muito diferente para interação. Nestes estados, acreditava-se, as pessoas podiam aproximar-se dos deuses e, por vezes, receber mensagens deles. Finalmente, de acordo com as crenças de vida após a morte do Egito, as almas humanas passam para o reino divino após a morte. Os egípcios, portanto, acreditavam que na morte eles existiriam no mesmo nível que os deuses e entenderiam completamente sua natureza misteriosa.

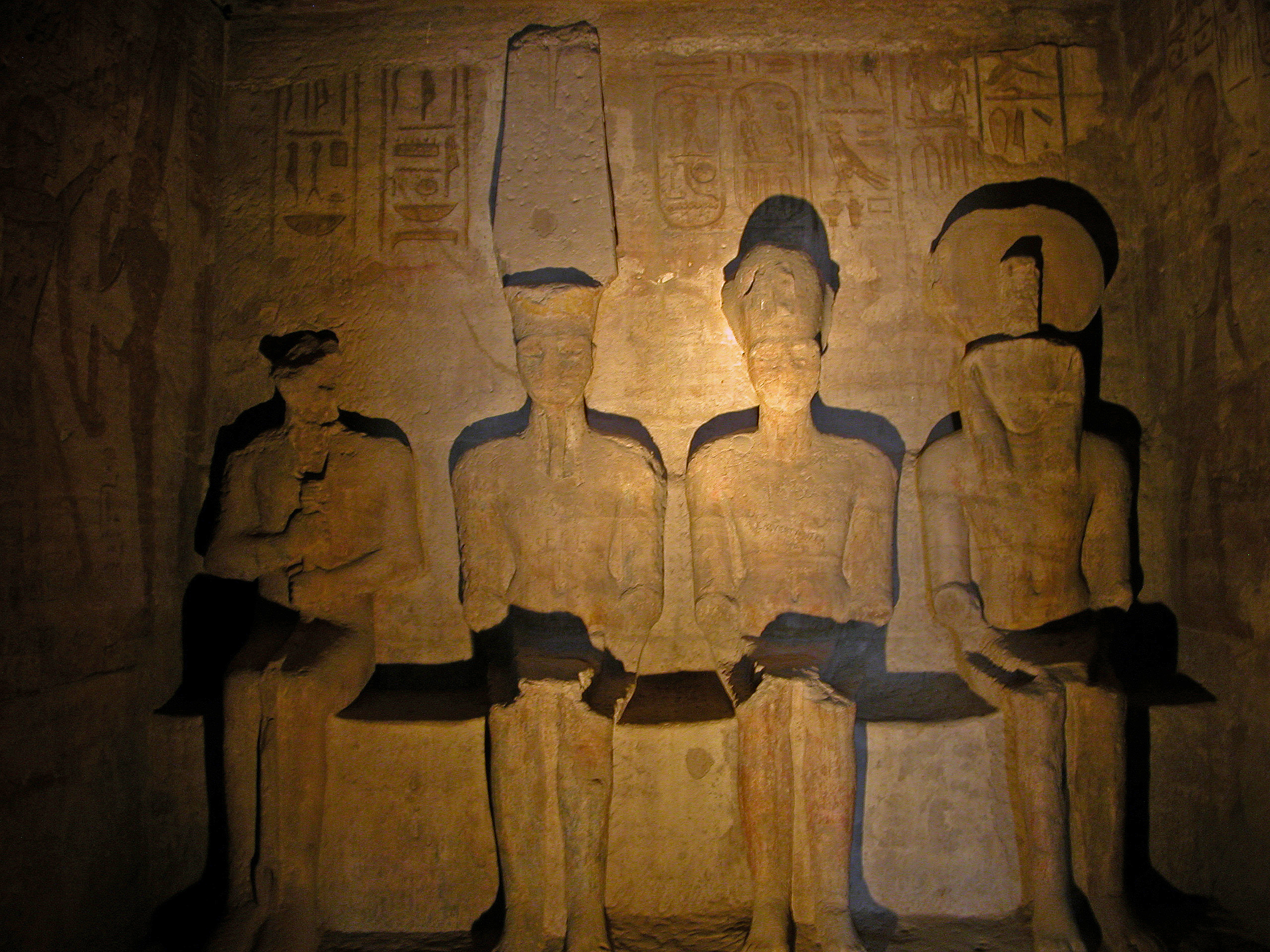
Ramessés II (segundo da direita para a esquerda) com os deuses Ptá, Amom e Rá no santuário do Grande Templo em Abul-Simbel

Os templos, onde os rituais do estado eram realizados, estavam cheios de imagens dos deuses. A imagem mais importante do templo era a estátua de culto no interior do santuário. Essas estátuas eram geralmente menores que o tamanho natural e feitas dos mesmos materiais preciosos que se dizia formar os corpos dos deuses. Muitos templos tinham vários santuários, cada um com uma estátua de culto representando um dos deuses de um grupo, como por exemplo, uma tríade familiar. O deus principal da cidade foi concebido como seu senhor, empregando muitos dos residentes como servos em sua casa divina, representada pelo templo. Os deuses residentes nos templos do Egito representavam, coletivamente, todo o panteão. Muitas divindades — incluindo algumas divindades importantes, bem como as menores ou hostis — nunca receberam seus próprios templos, embora algumas estivessem representadas nos templos de outros deuses.
Para isolar o poder sagrado no santuário e protegê-lo das impurezas do mundo exterior, os egípcios enclausuravam santuários do templo e restringiam o acesso a eles. Outras pessoas, além de reis e sumos sacerdotes, tiveram negado o contato com estátuas de culto. A única exceção foi durante as procissões de festivais, quando a estátua era levada para fora do templo, guardada em um santuário portátil. As pessoas tinham poucos meios diretos de interação. As partes públicas dos templos consistiam em pequenos lugares para oração, como por exemplo, capelas isoladas perto da parte de trás do edifício do templo. As comunidades também construíram e administraram pequenas capelas para seu próprio uso, e algumas famílias tinham santuários dentro de suas casas. Apesar do abismo que separou a humanidade do divino, os egípcios foram cercados por oportunidades de se aproximarem de seus deuses.

### Intervenção em vidas humanas
Deuses egípcios estavam envolvidos nas vidas humanas, bem como na ordem geral da natureza. Essa influência divina se aplicava principalmente ao Egito, já que tradicionalmente se acreditava que os povos estrangeiros estavam fora da ordem divina. No Reino Novo, quando outras nações estavam sob o controle do Egito, dizia-se que os estrangeiros estavam sob o domínio benigno da divindade solar, da mesma forma que os egípcios.
Tot, como o superintendente do tempo, foi encarregado de fixar o tempo de vida para os seres humanos e deuses. Outros deuses também foram encarregados de governar a duração da vida humana, como Mesquenete e Renenutete, ambos presidiam o nascimento, e Shai, a personificação do destino. Assim, o tempo e o modo da morte eram o principal significado do conceito egípcio de destino, embora, em certa medida, essas divindades também governassem outros eventos da vida. Vários textos fazem referência a deuses influenciando ou inspirando decisões humanas, trabalhando através do "coração" de uma pessoa — a sede da emoção e do intelecto na crença egípcia. As divindades também davam ordens, instruindo o rei no governo de seu reino e regulando o gerenciamento de seus templos. Os textos egípcios raramente mencionam comandos diretos dados a pessoas privadas, e esses comandos nunca evoluíram para um conjunto de códigos morais divinamente impostos. A moralidade no antigo Egito era baseada no conceito da maat, que, quando aplicado à sociedade humana, significava que todos deveriam viver de maneira harmoniosa, sem interferir no bem-estar de outras pessoas. Como as divindades eram os defensores da maat, a moralidade estava ligada a elas. Por exemplo, os deuses julgavam a justiça moral dos humanos após a morte e, no Reino Novo, acreditava-se que um veredito de inocência nesse julgamento era necessário para a admissão na vida após a morte. Em geral, no entanto, a moralidade se baseava em maneiras práticas de defender a vida diária, em vez de seguir regras estritas que os deuses expunham.

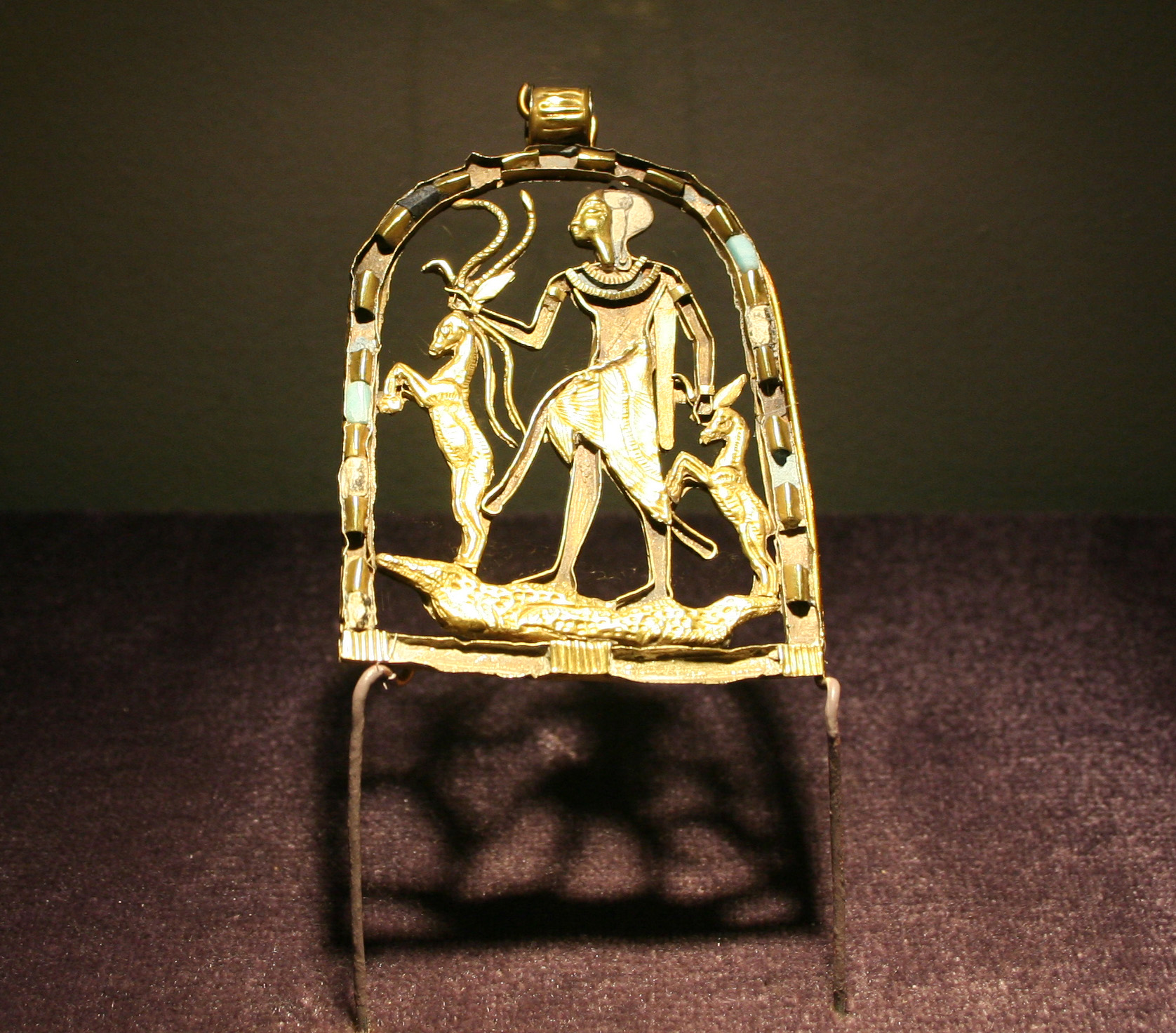
Amuleto do deus Shed

Os humanos tinham livre-arbítrio para ignorar a orientação divina e o comportamento exigido pela maat, mas ao fazê-lo, eles poderiam trazer a punição divina sobre si mesmos. Uma divindade realizava essa punição usando seu ba, a força que manifestava o poder da divindade no mundo humano. Desastres naturais e doenças humanas eram vistas como consequência de bas pertencentes a divindades enfurecidas. Por outro lado, os deuses poderiam curar doenças de pessoas que considerassem justas ou até mesmo prolongar suas expectativas de vida. Ambos os tipos de intervenção foram eventualmente representados por divindades: Shed, que emergiu no Reino Novo para representar a proteção divina contra o mal e Petbe, um deus apotropaico, das eras tardias da história egípcia, que se acreditava vingar o mal.
Textos egípcios têm opiniões diferentes sobre os deuses serem ou são responsáveis quando os humanos sofrem injustamente. O infortúnio era frequentemente visto como um produto do isfet, um conceito, personificado por uma divindade, que representa a desordem cósmica, o oposto da maat e, portanto, os deuses não eram culpados de causar eventos malignos. Algumas divindades que estavam intimamente ligadas com isfet, como Set, podiam ser culpadas pela desordem dentro do mundo, sem colocar culpa nos outros deuses. Alguns escritos acusam as divindades de causar a miséria humana, enquanto outros elaboram teodiceias em defesa dos deuses. Começando no Reino Médio, vários textos conectaram a questão do mal no mundo com um mito no qual o deus criador combate uma rebelião humana contra seu governo e depois se retira da terra. Por causa desse mau comportamento, o criador está distante de sua criação, permitindo que o sofrimento exista. Os novos escritos não questionam a natureza justa dos deuses tão fortemente quanto os escritos produzidos no Reino Médio. Eles enfatizam os relacionamentos pessoais e diretos dos seres humanos com as divindades e o poder dos deuses de intervir nos eventos humanos. As pessoas nesta época confiavam em deuses específicos, esperando que estes ajudassem e protegessem suas vidas. Como resultado, defender os ideais da maat tornou-se menos importante do que ganhar a benção dos deuses como uma forma de garantir uma boa vida. Mesmo os faraós eram considerados dependentes da ajuda divina, e depois que o Reino Novo chegou ao fim, o governo foi cada vez mais influenciado por oráculos comunicando a vontade dos deuses.

### Culto
As práticas religiosas oficiais, que mantinham a maat para o benefício de todo o Egito, eram relacionadas, mas distintas das práticas religiosas das pessoas comuns, que buscavam a ajuda dos deuses para seus problemas pessoais.
A religião oficial envolvia uma variedade de rituais realizados nos templos. Alguns ritos eram realizados todos os dias, enquanto outros faziam parte de festivais, ocorrendo em intervalos mais longos e muitas vezes limitados a um templo ou divindade em particular. Os deuses recebiam suas oferendas em cerimônias diárias, nas quais suas estátuas eram vestidas, ungidas e apresentadas com alimentos, enquanto hinos eram recitados em sua homenagem. Essas oferendas, além de manterem o controle dos deuses, celebravam a generosidade vivificadora das divindades e as encorajavam a permanecerem benevolentes, em vez de vingativas.

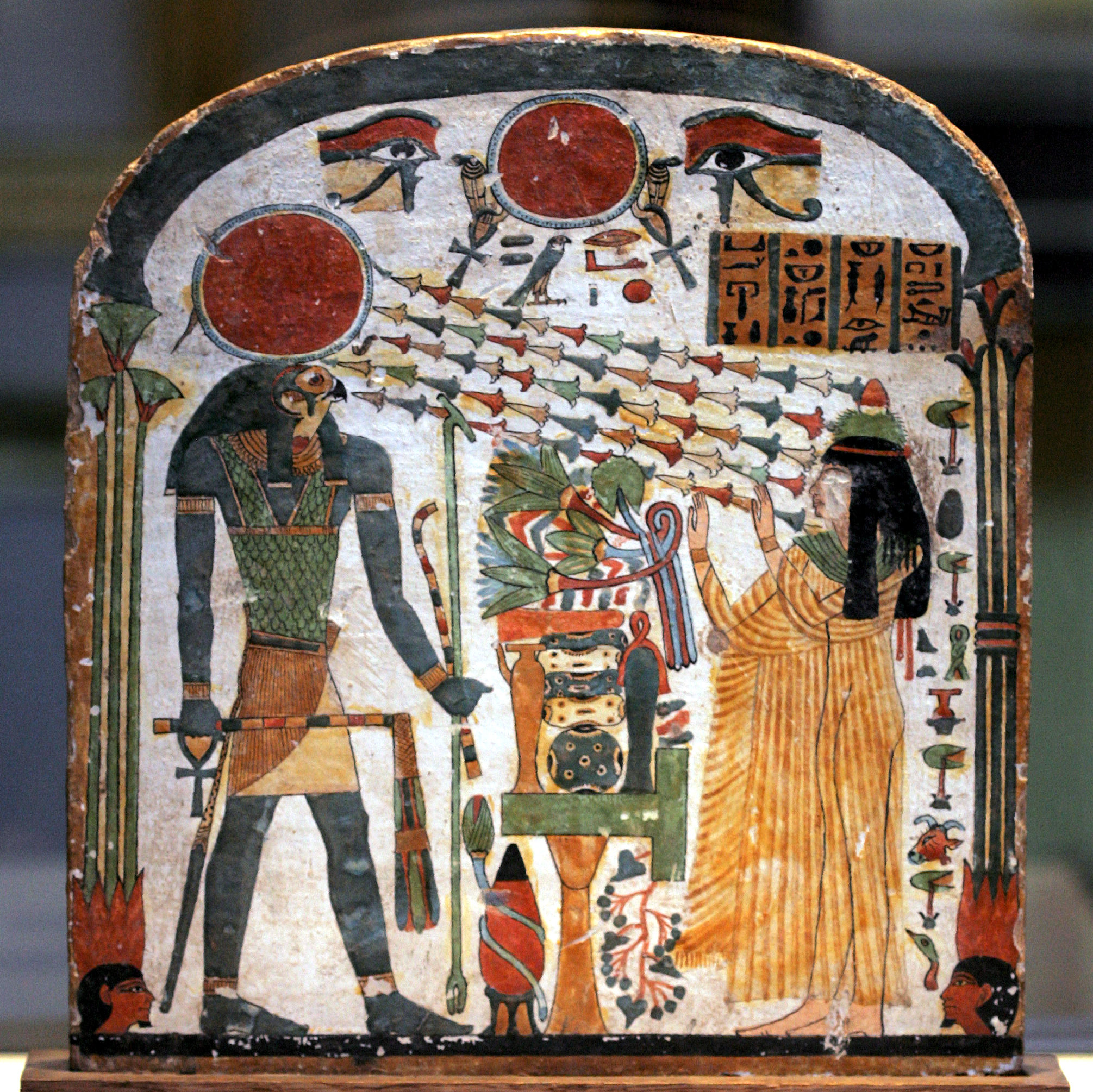
Uma mulher cultuando Rá-Horakhty, uma combinação entre o deus Rá e a forma solar de Hórus, que a abençoa com raios de luz.

Os festivais frequentemente envolviam uma procissão cerimonial na qual uma imagem de culto era carregada no templo em um santuário em forma de barca. Essas procissões serviram a vários propósitos. No tempo dos romanos, quando se acreditava que divindades locais de todos os tipos tinham poder sobre a inundação do Nilo, procissões em muitas comunidades levavam imagens do templo às margens dos rios para que os deuses pudessem invocar uma inundação grande e frutífera. Procissões também foram feitas entre os templos, como quando a imagem de Hator, do Templo de Dendera, visitou seu consorte Hórus no Templo de Edfu. Rituais para um deus eram frequentemente baseados na mitologia daquela divindade. Tais rituais deveriam ser repetições dos eventos do passado mítico, renovando os efeitos benéficos dos eventos originais. No festival Khoiak em homenagem a Osíris, sua morte e ressurreição foram ritualmente reencenadas em uma época em que as plantações começavam a brotar. A verdura que retornava simbolizava a renovação da vida do próprio deus.
A interação pessoal com os deuses assumiu muitas formas. As pessoas que queriam informações ou conselhos consultavam oráculos, dirigidos por templos, que deveriam transmitir as respostas dos deuses às perguntas. Amuletos e outras imagens de divindades protetoras eram usados para afastar os demônios que poderiam ameaçar o bem-estar humano ou para transmitir as características positivas do deus para o usuário. Rituais privados invocavam o poder dos deuses de realizar objetivos pessoais, de curar enfermidades a amaldiçoar inimigos. Essas práticas usavam heka, a mesma força de magia que os deuses usavam, que o criador dizia ter dado aos humanos para que eles pudessem se defender do infortúnio. O intérprete de um rito privado, muitas vezes, assumiu o papel de um deus em um mito, ou até mesmo ameaçou uma divindade, para envolver os deuses na realização de seu objetivo. Tais rituais coexistiam com oferendas e orações particulares, e todos os três eram meios aceitos para obter ajuda divina.
Oração e ofertas privadas são geralmente chamadas de "piedade pessoal": atos que refletem uma relação próxima entre um indivíduo e um deus. Evidência de piedade pessoal é escassa antes do Reino Novo. Ofertas votivas e nomes pessoais, muitos dos quais são teofóricos, sugerem que os plebeus sentiam alguma conexão entre eles e seus deuses. Evidências claras de devoção às divindades tornaram-se visíveis apenas no Reino Novo, atingindo um pico no final dessa era. Estudiosos discordam sobre o significado dessa mudança — se a interação direta com os deuses era uma ideia nova ou uma consequência de tradições mais antigas. Nessa época, os egípcios expressavam sua devoção através de uma nova variedade de atividades dentro e ao redor dos templos. Eles gravaram suas orações e seus agradecimentos pela ajuda divina em estelas. Eles ofertavam figuras que representavam os deuses para os quais eles estavam orando, ou que simbolizavam o resultado que desejavam; assim, uma imagem em relevo de Hator e uma estatueta de uma mulher poderiam representar uma oração pela fertilidade. Ocasionalmente, uma pessoa tomava um deus em particular como patrono, dedicando sua propriedade ou trabalho ao culto do deus. Essas práticas continuaram nos últimos períodos da história egípcia. Posteriormente, mais inovações religiosas aconteceram, incluindo a prática de mumificação de animais como oferendas a divindades que eram representadas em forma animal, por exemplo, múmias de gatos dedicadas à deusa felina Bastet. Algumas das principais divindades da mitologia e religião oficial raramente eram invocadas no culto popular, apesar de que muitos dos grandes deuses do Estado eram importantes na tradição popular.
A adoração de alguns deuses egípcios se espalhou para as terras vizinhas, especialmente para Canaã e Núbia, durante o Reino Novo, quando essas regiões estavam sob controle faraônico. Em Canaã, as divindades exportadas, como Hator, Amom e Set, eram frequentemente sincretizadas com deuses nativos, que por sua vez, se espalharam para o Egito. As divindades egípcias podem não ter tido templos permanentes em Canaã, e sua importância diminuiu depois que o Egito perdeu o controle da região. Em contraste, muitos templos para os principais deuses egípcios e faraós deificados foram construídos em Núbia. Após o fim do domínio egípcio, os deuses importados, particularmente Amom e Ísis, foram sincretizados com divindades locais e permaneceram como parte da religião do reino independente de Cuxe, na Núbia. Esses deuses foram incorporados à ideologia Núbia da realeza, assim como no Egito, de modo que Amom era considerado o pai divino dos reis, e Ísis e outras deusas estavam ligadas às rainhas ou candaces, título atribuído a uma espécie de dinastia de rainhas guerreiras. Algumas divindades chegaram mais longe. Taweret tornou-se uma deusa na civilização minoica, e o oráculo de Amom no Oásis de Siuá era conhecido e consultado por pessoas em toda a região do Mediterrâneo.

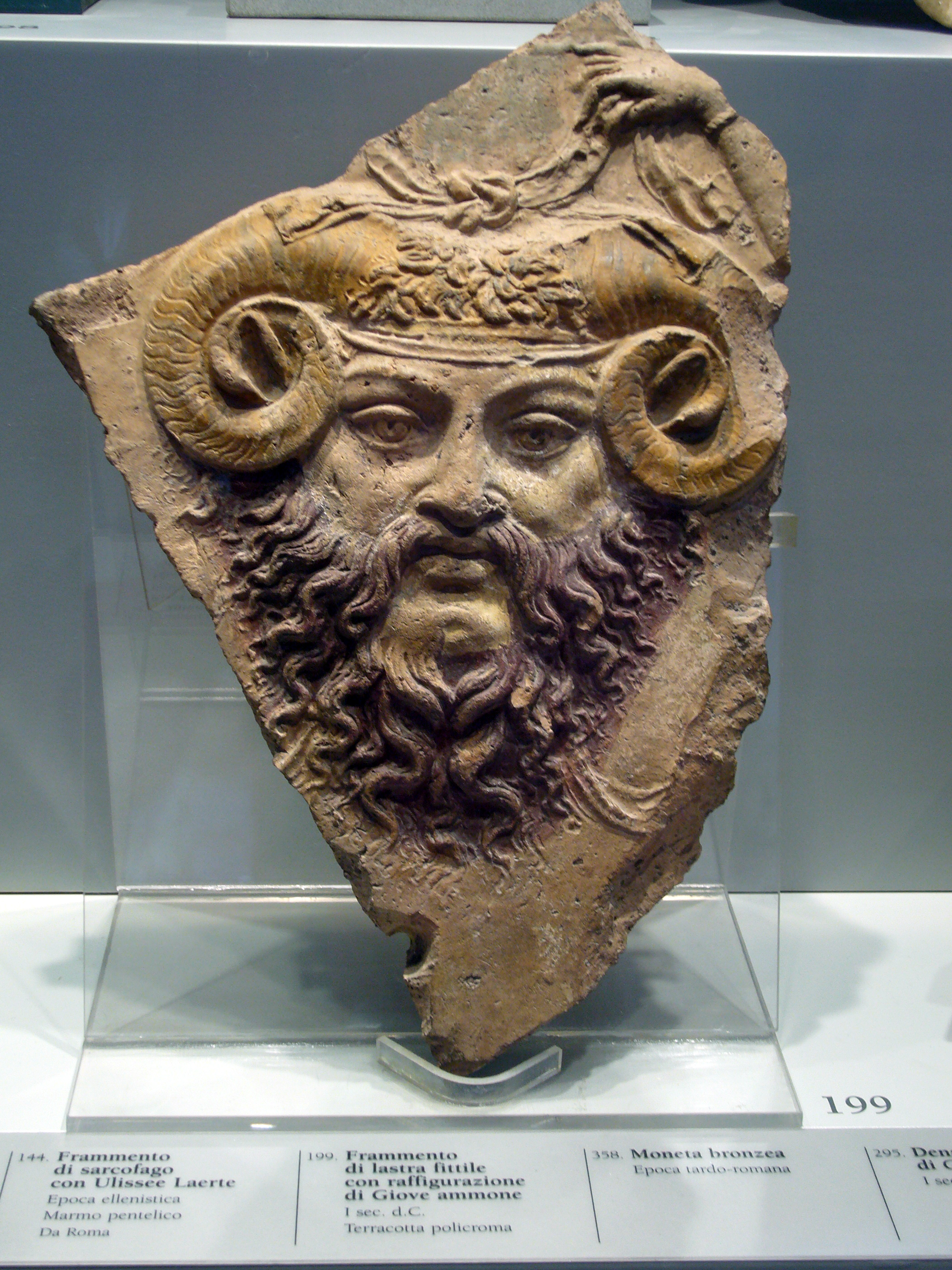
Júpiter Amom, uma combinação de Amom e o deus romano Júpiter

Sob a dinastia ptolemaica grega e, em seguida, o domínio romano, gregos e romanos introduziram suas próprias divindades para o Egito. Esses recém-chegados equipararam os deuses egípcios com os seus, como parte da tradição greco-romana de interpretatio graeca. A adoração dos deuses nativos não foi engolida pela dos estrangeiros, em vez disso, os deuses gregos e romanos foram adotados como manifestações dos egípcios. Os cultos egípcios, às vezes, incorporavam a língua grega, sua filosofia, iconografia e até mesmo arquitetura de templos. Enquanto isso, os cultos de várias divindades egípcias — particularmente Ísis, Osíris, Anúbis, a forma de Hórus chamada Harpócrates, e o fundido deus greco-egípcio Serápis — foram adotados na religião romana e se espalharam pelo Império Romano. Os imperadores romanos, como os reis ptolemaicos antes deles, invocaram Ísis e Serápis para endossar sua autoridade, dentro e fora do Egito. Na mistura complexa de tradições religiosas do império, Tote foi transmutado no lendário professor esotérico Hermes Trismegisto, e Ísis, que era venerada da Grã-Bretanha à Mesopotâmia, tornou-se o foco de um culto de mistério ao estilo grego. Ísis e Hermes Trismegisto foram proeminentes na tradição esotérica ocidental, que se desenvolveu a partir do mundo religioso romano.
Os templos e cultos no próprio Egito declinaram com a deterioração da economia romana no terceiro século depois de Cristo e, a partir do quarto século, os cristãos suprimiram a veneração das divindades egípcias. Os últimos cultos formais, em Filas, extinguiram-se no quinto ou sexto século. A maioria das crenças em torno dos próprios deuses desapareceu dentro de algumas centenas de anos, permanecendo em textos mágicos nos sétimo e oitavo séculos. Em contraste, muitas das práticas envolvidas em seu culto, como procissões e oráculos, foram adaptadas para se adequarem à ideologia cristã e persistiram como parte da Igreja Ortodoxa Copta. Dadas as grandes mudanças e influências diversas na cultura egípcia desde aquela época, os estudiosos discordam sobre quaisquer práticas coptas modernas serem ou não descendentes daquelas realizadas na religião faraônica, entretanto, muitos festivais e outras tradições dos egípcios modernos, tanto cristãos quanto muçulmanos, assemelham-se à prática de adoração dos deuses de seus ancestrais.